# リトアニア

リトアニア共和国
Lietuvos Respublika

国の標語："Tautos jėga vienybėje"
"民族の力は統一にあり"
国歌：Tautiška giesmė（リトアニア語）
国民賛歌

リトアニア共和国（リトアニアきょうわこく、リトアニア語: Lietuvos Respublika）、通称リトアニア（リトアニア語: Lietuva）は、北ヨーロッパの共和制国家。首都はヴィリニュス。フィンランド、エストニア、ラトビアなどとともにバルト海東岸に位置する国の一つである。バルト三国の中では最も南に位置する。ソビエト連邦の崩壊に伴い独立を回復後、2004年に欧州連合（EU）そして北大西洋条約機構（NATO）に加盟、通貨は2015年よりユーロ導入、2018年に経済協力開発機構（OECD）に加盟した。

## 概要
西はバルト海に面し、国境は、北はラトビア、東はベラルーシ、南はポーランド、南西はロシアの飛び地カリーニングラード州と接する。面積は、北海道本島の面積約7.8万 km2の約84％となる6.53万 km2である。
リトアニアは、国連の分類では北ヨーロッパの国である。一方、企業やその他の団体のレポートなどでは東ヨーロッパもしくは中東欧の国との表記も見られる。
第一次世界大戦後の1918年、リトアニア共和国としてロシア帝国より独立。1940年にソビエト連邦から、翌1941年の独ソ戦勃発でナチス・ドイツからも侵略された。その後、ソ連に再占領されてソ連の構成共和国の一つとなったが、ソ連崩壊に伴い1990年に独立を回復し、以後、親欧米路線を歩んでいる。

## 国名
リトアニア語における正式名称は、Lietuvos Respublika（[lʲɪɛtʊˈvoːs rʲɛsˈpʊblʲɪkɐ] リエトゥヴォース・レスプブリカ） 。通称Lietuva（[lʲɪɛtʊˈvɐ] リエトゥヴァ）、略称はLR 。
日本語の表記は「リトアニア共和国」で、通称「リトアニア」。一部「リトワニア」「リスアニア」と書かれたこともある。「リトアニヤ」、「リツアニア」という表記も見られる。古くは里都亜尼亜、 礼勿泥亜、 里荅烏文といった漢字表記が用いられた事もあった。
ソ連時代の国名は「リトアニア・ソビエト社会主義共和国」（ソビエト・リトアニア）であった。

### 由来

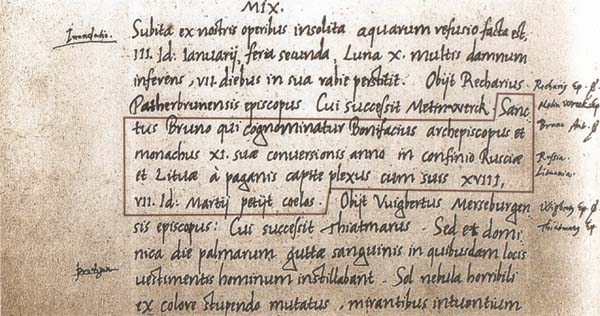
1009年の年代記に登場するリトアニアの国名

1009年3月9日付（正しくは2月14日であったとみられる）の年代記において"Lituae"と記されたのが、歴史上リトアニアの国名が登場する最初の例である。これはラテン語による表記で、文法上は属格での表記であり、この主格は"Litua"となる。当時 [v] の発音は "u" で表記されていたが、この「リトヴァ」という呼び方は現在でもポーランド語をはじめとするスラヴ諸語において用いられている（LitwaまたはLitvaと表記）。
「共和国」に相当する"Respublika"（レスプブリカ）は、「公共のもの」を意味するラテン語の"res publica"（レス・プブリカ）に由来する。"res"（レス）は「物」や「財産」、"publica"（プブリカ）は「公共の」という意味である。

## 歴史

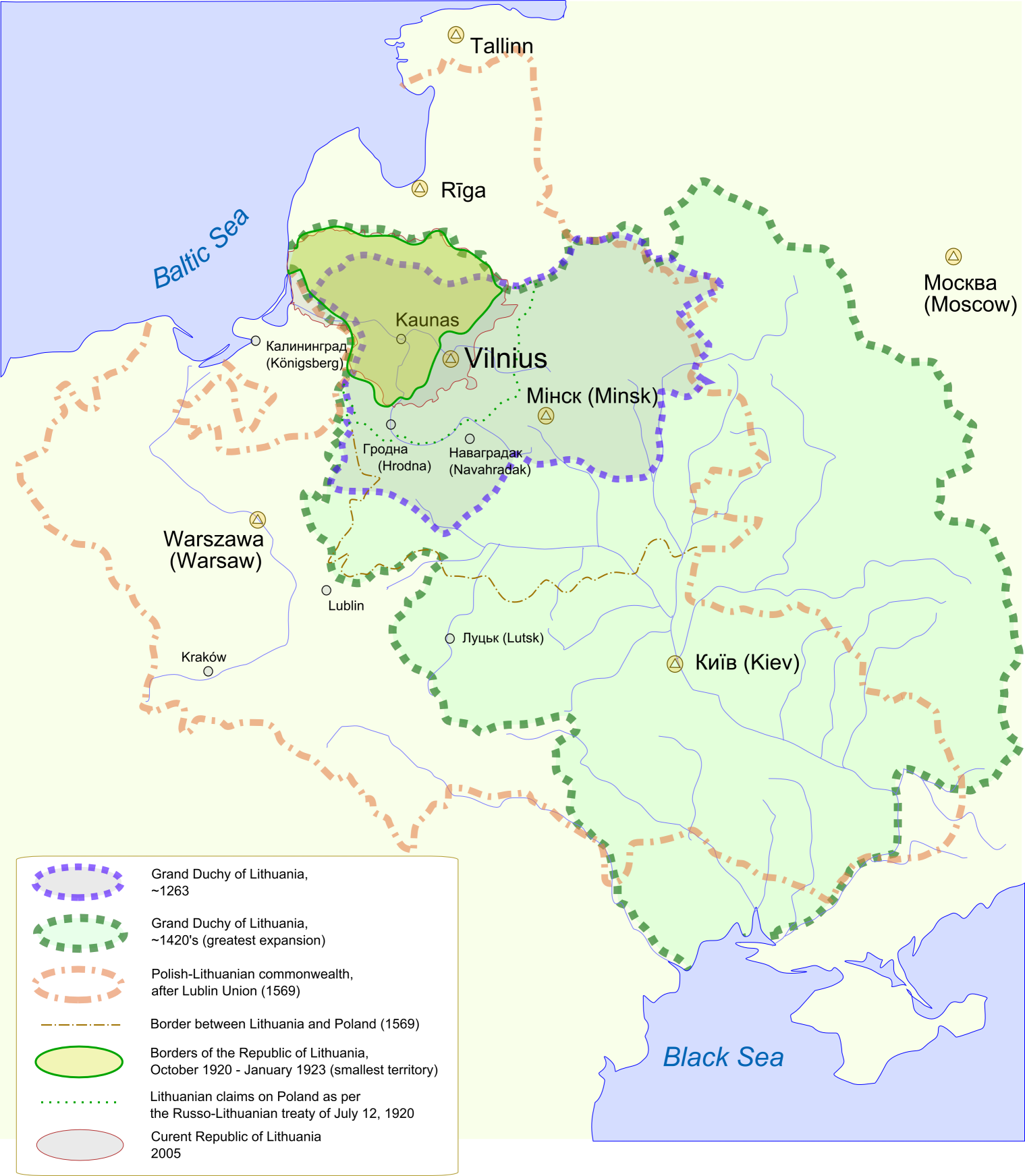
13世紀から現在までのリトアニアの領土

### 先史時代
紀元前15000年ごろ、当時のリトアニアの大地はまだツンドラに覆われていたが、狩猟や魚釣りを行っていたインド・ヨーロッパ祖語の話し手が紀元前3000年から紀元前2000年ごろにかけてやって来たことが確認されている。その後、温暖化が起こり氷期が終わると、人々は定住するようになる。そして紀元前2000年ごろ、バルト族（現在のリトアニア人やラトビア人のようにバルト語を話す人々）がバルト地域へ定住するようになった。

### 中世・近世
「リトアニア」の国名が歴史的な文書に最初に登場するのは1009年である（国名の節参照）。
1230年代にミンダウガスがリトアニアの諸部族を統一。その後、1253年7月6日にリトアニア王となった。戴冠式が行われた7月6日という日付は現在、リトアニアの建国記念日に制定されている（祝祭日の節参照）。1263年、ミンダウガス王が暗殺され、その後はリトアニア大公国では多神教が信仰されていたことからドイツ騎士団やリヴォニア騎士団からの攻撃を受けるようになった（北方十字軍）。リトアニアは西方から100年にわたって騎士団からの攻撃を受け続けつつ、他方では東方（かつてのキエフ公国領）へと勢力を伸ばしていった。
14世紀末までにリトアニア大公国は現在のベラルーシ全域、ウクライナ全域、ポーランドの一部、ロシアの一部を領土とする、ヨーロッパ最大の国家となった。東西の狭間に位置していたリトアニア大公国では、様々な文化や宗教が入り混ざっていた。リトアニアの支配者らはスラヴ文化・宗教に対して寛容で、また言語など多くの伝統をスラヴ部族から受け入れていった。政治的実体もハールィチ・ヴォルィーニ大公国のヴォルィーニ公国にあるほどであった。

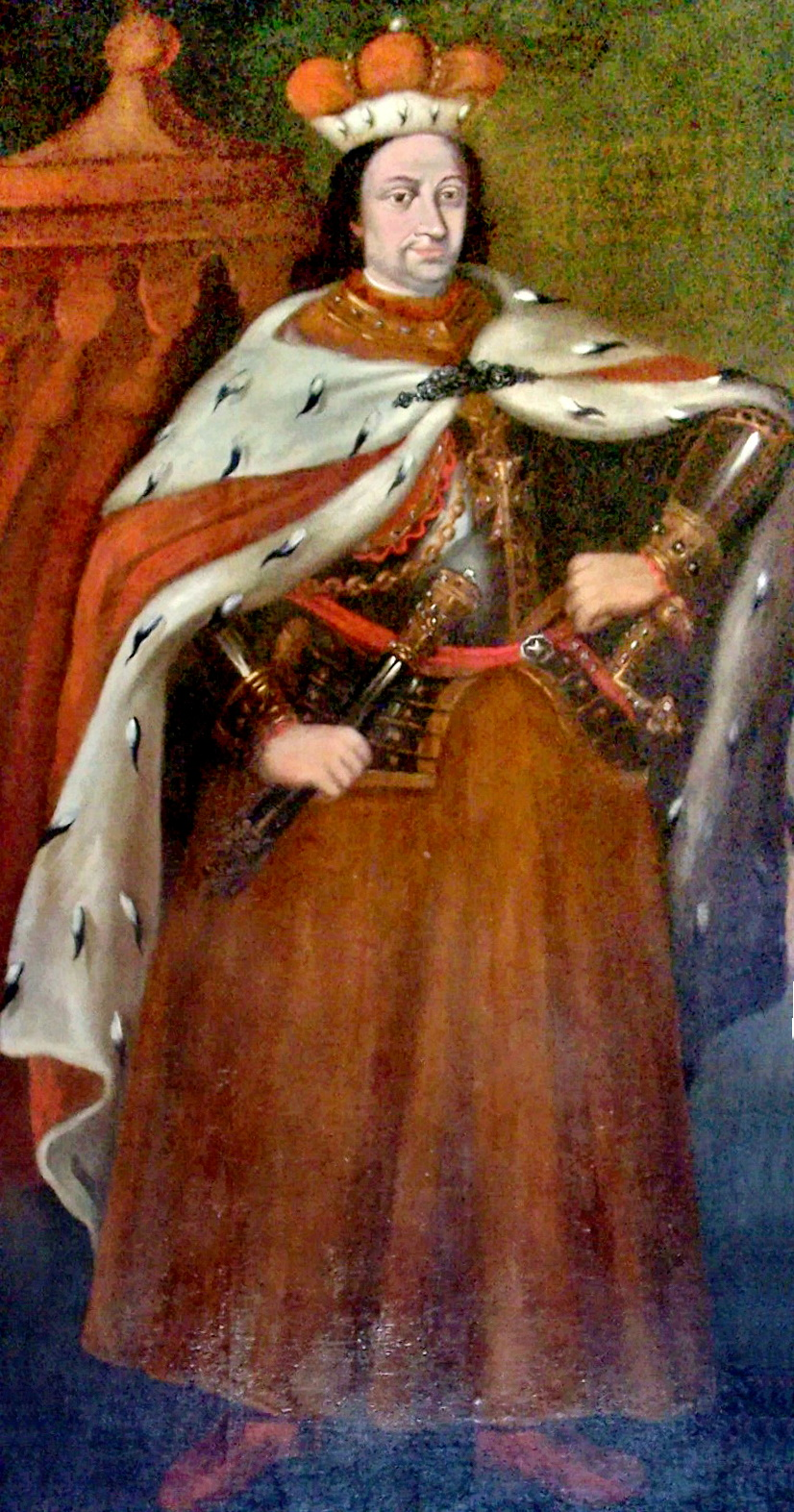
ヴィータウタス大公。彼のもとでリトアニア大公国は最大版図を達成した（17世紀に描かれた絵画）。

1385年、リトアニア大公ヨガイラはポーランド女王ヤドヴィガと結婚し、ポーランド王を兼ねるようになった。これを機にヨガイラはキリスト教を受容。そしてポーランド王国との間にクレヴォ合同が結ばれ、ポーランド・リトアニア合同が形成される。その後、2度の内戦を経て、1392年にヴィータウタスがリトアニア大公となる。彼の治世のもとでリトアニア大公国は最大版図を達成し、中央集権化も進められた。この当時、リトアニア大公国における公用語はリトアニア語ではなく、現在のベラルーシ語の原型であるルテニア語であった。またリトアニア人の大公家を戴いていたものの、その政治的実態はリトアニア（リトゥアニア）人国家ではなく東スラヴ諸部族によるスラヴ人国家であった。
1410年、ポーランドとの協力によりドイツ騎士団との戦いに勝利を収めた。この戦いは中世ヨーロッパで最も大きな戦いの一つであり、リトアニアでは「ジャルギリスの戦い」として知られる。
このとき、リトアニア大公国軍は40部隊からなっていた。そのうち原リトアニアから来たリトアニア人部隊はたったの4つで、28部隊は現在のベラルーシから、8部隊がウクライナから参加していたスラヴ人部隊であった。このことからも、リトアニア大公国の実態がスラヴ人、特に東スラヴ人が主導的な国家であったことがうかがい知れる（一方で当時のポーランドは西スラヴ人の国家であった）。
ヨガイラとヴィータウタスの死後、リトアニアの貴族はポーランドとの合同を解消し、独自にリトアニア大公を選出しようとした。しかし15世紀末にモスクワ大公国が力をつけてリトアニアにとって脅威となり、さらにモスクワ・リトアニア戦争およびリヴォニア戦争が起きる中で、リトアニアはポーランドとの関係を強化せざるを得なかった。
こうして1569年、ポーランド王国との間にルブリン合同が成立し、ポーランド・リトアニア共和国（ジェチポスポリタ）が誕生した。共和国内にあってもリトアニアは独自に軍隊や通貨、法令などを有していた。しかし最終的にはリトアニアの政治、言語、文化など、すべての面においてポーランド化が進んだ。16世紀半ばから17世紀半ばにおいては、ルネサンスおよび宗教改革の影響から文化、芸術、教育が栄えた。1573年以降、ポーランド王兼リトアニア大公は貴族による自由選挙で選ばれるようになる。シュラフタたちは「黄金の自由」と呼ばれる政治的諸特権を享受し、当初はこれがいい方向に機能していた。しかし、この制度には自由拒否権に代表される欠陥があった。自由拒否権の廃止といった制度改革が、リトアニアのラジヴィウ家といった一部の裕福で野心的なシュラフタ（騎士階級）の反対によって遅れたことでのちに国家が無政府状態に陥り、最終的に周辺諸国によって分割・解体される要因となった。
1655年から1661年の北方戦争において、リトアニアの領土や経済はスウェーデン軍によって破壊された。復興前に大北方戦争（1700年 - 1721年）が勃発し、リトアニアは再び荒廃した。戦争、疫病、飢餓によって人口の約4割を失うこととなった。周辺諸国、とりわけロシアのリトアニア国内における影響力は増大していった。リトアニア貴族の諸派閥が拒否権を発動し続けたことにより、改革は全て妨げられた。結局、ロシア帝国、プロイセン王国、オーストリア大公国（ハプスブルク君主国）の3か国によって1772年に第1次ポーランド・リトアニア分割が行われ、その後1792年に第2次、1795年に第3次分割が行われた。これによりポーランド・リトアニア共和国は解体された。
現在のリトアニアの領土の大半は、この分割によりロシア帝国領となった。1831年の11月蜂起、1863年の1月蜂起はいずれも失敗に終わり、ツァーリはその後ロシア化政策を強化、リトアニア語による出版物の発行が禁じられ、文化施設や教育機関が閉鎖を余儀なくされた。リトアニア地域はロシア帝国内では北西地方（クライ）と呼ばれる地方に属することとなった。
1877年の露土戦争の後、ロシア帝国とドイツ帝国の関係が悪化するのに伴い、1879年7月7日、ロシア皇帝アレクサンドル2世は、ドイツとの戦いに備えるためにカウナス郊外に要塞を建設することを承認した。
この時代、1868年から1914年までの間に、約63万5,000人、人口のおよそ20％がリトアニアを離れた。その多くは、1867年から1868年に起きた飢饉をきっかけにアメリカ合衆国へと移住した。

### リトアニア共和国として独立

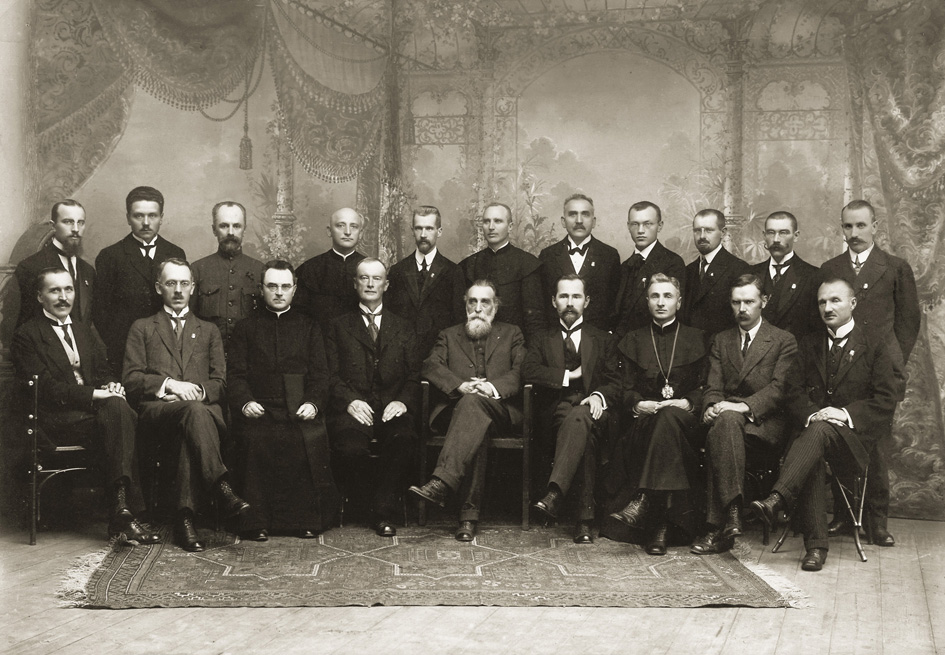
リトアニア独立宣言（1918年2月16日）に署名したリトアニア評議会（タリーバ）のメンバー20名

第一次世界大戦が起きると、リトアニアは東部戦線の戦場となった。1918年2月16日、ロシア革命の余波が及ぶ中でリトアニア評議会（タリーバ）はリトアニアの独立を宣言した（リトアニア独立宣言）。当初はリトアニア王国として独立したが、これはドイツ帝国の計画したミッテル・オイローパ構想（汎ヨーロッパ主義）の一環であった。その後、1918年11月11日に第一次世界大戦でドイツ帝国が敗北して崩壊すると、リトアニア第一共和国となった。
その後のリトアニアは、ポーランドおよびドイツとの領土問題を抱えることとなる。1920年、ジェリコフスキ将軍率いるポーランド軍はヴィリニュス地域を侵攻、その後この地域にはリトアニア共和国とは別に中部リトアニア共和国が建国された。中部リトアニア共和国は後にポーランドに編入されたが、リトアニアにとってヴィリニュスは歴史的首都で、憲法でも首都として制定されていたため、その後ポーランドとの間で領土問題を抱え続けることとなった。この結果、戦間期にはカウナスが臨時首都とされ、ポーランド第二共和国とは1938年に至るまで国交が樹立されないままであった。この戦間期におけるリトアニア共和国の領土面積は4万8,712km2であった。

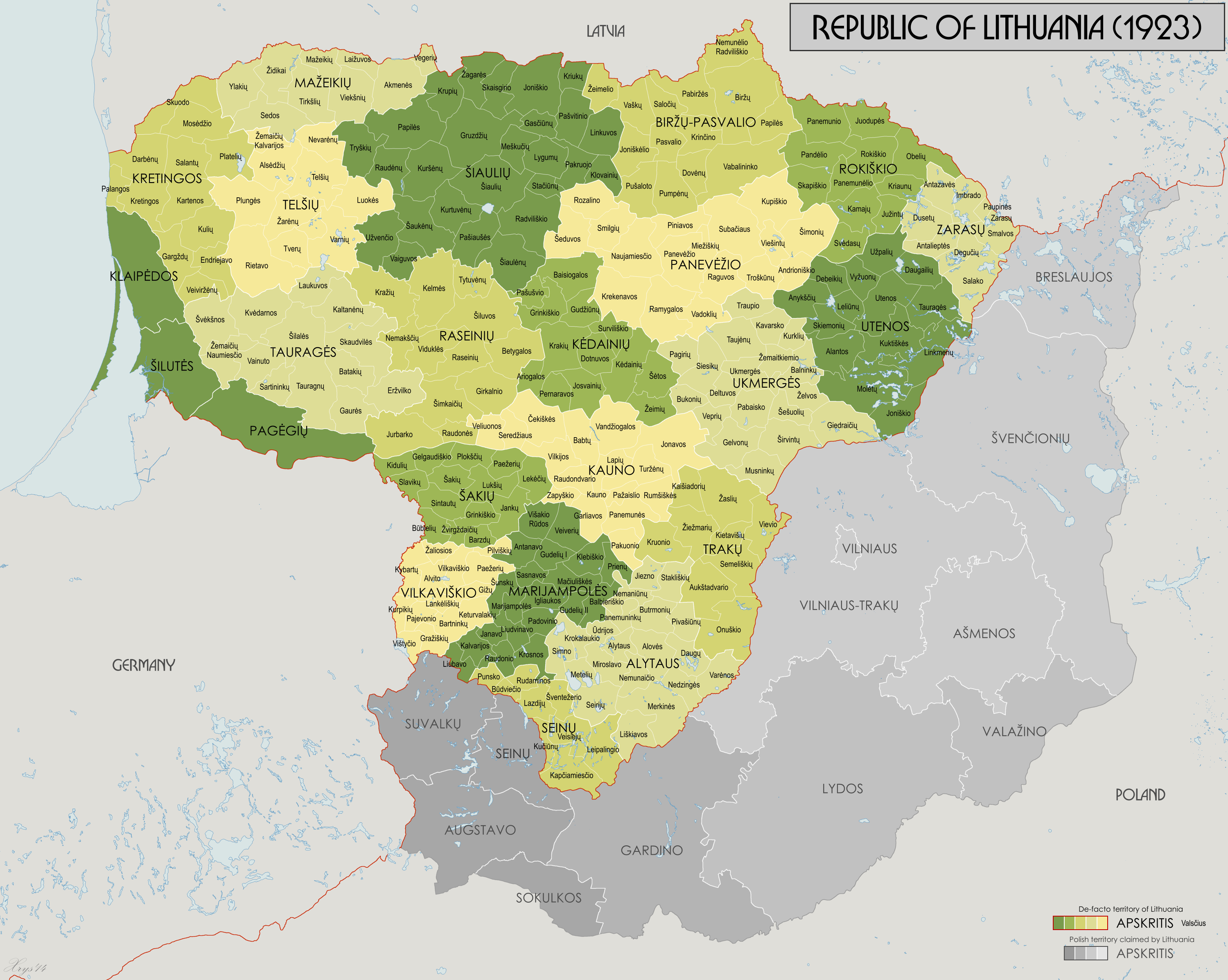
第1次世界大戦後のリトアニアの領土

また、ドイツ（ヴァイマル共和政およびナチス・ドイツ）とはクライペダ（メーメル）地方をめぐる領土問題を抱えていた。第一次世界大戦後、クライペダ地方は国際管理地域とされていたが、1923年にリトアニア軍が侵攻し、占領した。しかしその後、1939年3月にこの地方はナチス・ドイツに併合されている。
リトアニア共和国はカウナスが臨時首都とされて以降は議会制民主主義体制がとられていた。1926年の軍事クーデタによりアンタナス・スメトナを大統領とする権威主義体制に移行した。

### 第二次世界大戦
1939年8月、ナチス・ドイツはヨシフ・スターリン治下のソ連と独ソ不可侵条約を締結。その秘密議定書でバルト三国と東欧の分割支配を約した。同年9月、ドイツに続いてソ連がポーランド東部に侵攻。ソ連はヴィリニュス地域をリトアニアに編入することを決定、ヴィリニュス地域がリトアニアに返還された。しかしその9か月後の1940年6月、リトアニアはソ連から侵攻され独立を失う。この侵攻は、上記の独ソ不可侵条約の秘密議定書に基づくものであった。なお、在リトアニア・カウナス日本総領事館の杉原千畝がユダヤ人を助けたのは、このころである。
翌年、ドイツ軍はソ連への侵攻を開始。リトアニアは独ソ戦末期までドイツ軍の占領下に置かれることとなった。ナチスとリトアニア人協力者は、リトアニアのユダヤ人およそ19万5,000人を殺害した（詳細は「リトアニアにおけるホロコースト」参照）。
1944年、ソ連軍が再び侵攻し、その後はリトアニア・ソビエト社会主義共和国としてソ連に編入された。1944年から1952年にかけて、約10万人のパルチザンがソビエト当局と戦った（「森の兄弟たち」）。約3万人のパルチザン兵士およびその支援者は殺され、そのほかにも多くが逮捕され、シベリアのグラグへと強制追放された。第二次世界大戦中、あわせて78万人の住民がリトアニアで殺された。

### 独立回復へ
1986年以降、ソ連のミハイル・ゴルバチョフ政権によるペレストロイカやグラスノスチを機に、国民運動サユディスが設立され、その後独立運動へと発展していった。1990年のリトアニア・ソビエト社会主義共和国最高会議選挙でサユディスは大勝利し、その後の1990年3月11日、初の非共産党員の最高会議議長ヴィータウタス・ランズベルギスが独立回復を宣言。これはソビエト連邦構成共和国の中で最も早いものであった。国内に他民族（主にロシア人）が少なかったことが、国内意見の集約を容易にさせた側面があるとされる。リトアニアの一方的な独立回復宣言を受け、ソ連政府は経済封鎖を実施。さらに1991年1月13日、KGB特殊部隊のアルファ部隊がヴィリニュスのテレビ塔を攻撃、13人の市民が殺された（血の日曜日事件）。
世界の複数の国は、ソ連によるリトアニア併合を国際法的に否認したままであった（バルト諸国占領#歴史的考慮を参照）。リトアニアによる独立回復宣言を受けて、1991年2月4日、アイスランドが世界に先駆けてリトアニアの独立を承認。その後、8月にソ連の首都モスクワでのクーデターが企てられ失敗に終わると、9月6日、ソ連もリトアニアの独立を承認した。これによりリトアニアの独立は多くの国によって承認されるようになり、また9月17日にはエストニア、ラトビアとともに国際連合に加盟した。初代国連大使はアニセタス・シムティス。なお、独立回復後は、エストニアやラトビアとは異なり、残留ロシア人に対しほぼ無条件でリトアニア国籍を与えている。
1991年12月25日のソビエト連邦の崩壊後、ソ連軍の主力はロシア連邦軍に継承されたが、1993年8月31日、ロシア連邦軍は全てリトアニアから撤退した。その後のリトアニアは西欧諸国やアメリカ合衆国との結びつきを強めており、1994年に北大西洋条約機構（NATO）に加盟申請した。計画経済から自由経済へ移行したあと、2004年3月29日にNATOへ加盟。さらに同年5月1日には欧州連合（EU）への加盟を果たした。
2009年5月17日、大統領選が行われ、EUの財政計画・予算担当欧州委員を務めるダレ・グリーバウスカイテ元財務相が圧勝し、リトアニア初の女性大統領に選出された。グリーバウスカイテは2014年の大統領選で再選を果たした。
2015年にそれまでの通貨リタスに代わり、ユーロが導入された。
2018年7月5日、経済協力開発機構（OECD）に加盟した。

## 政治

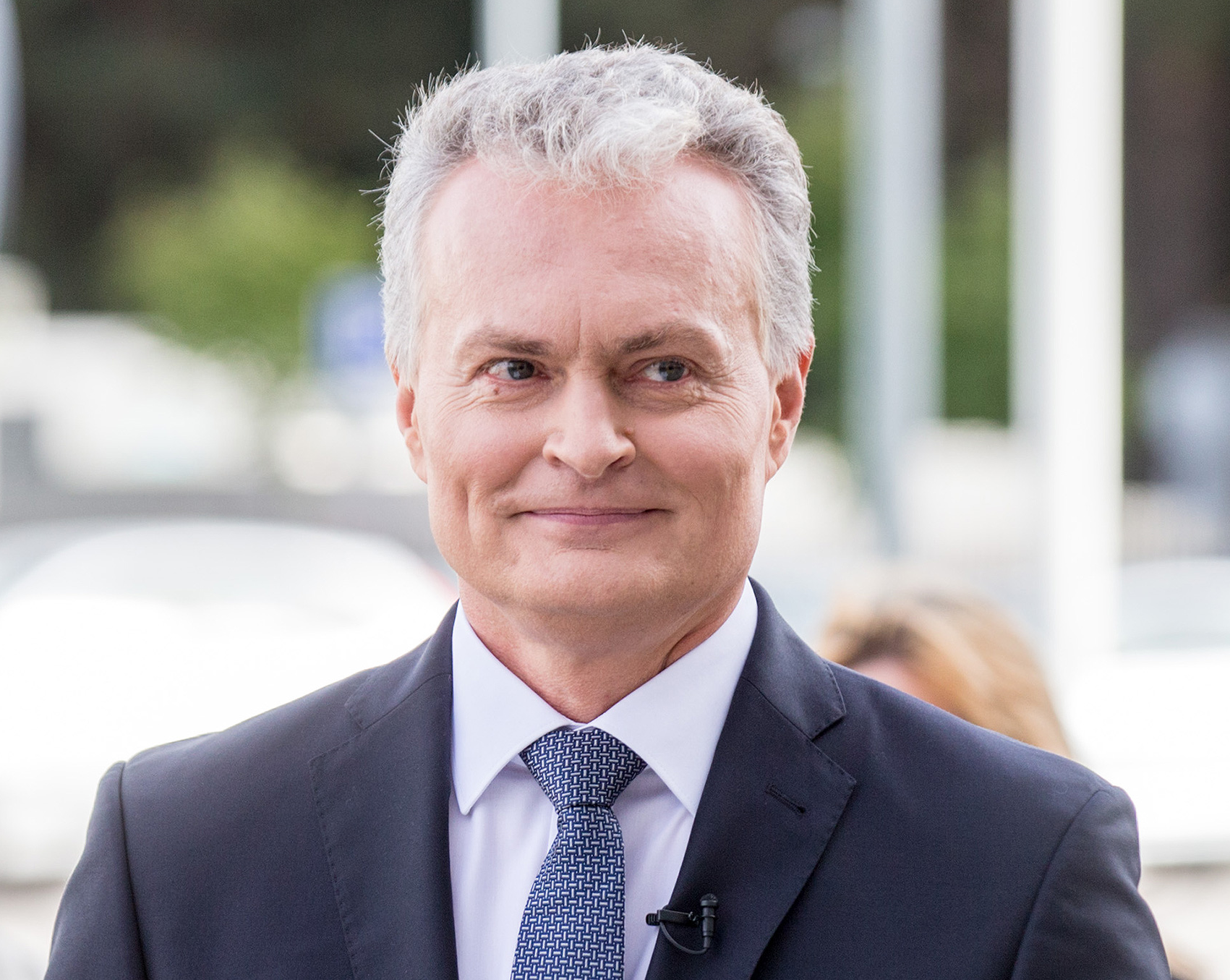
ギタナス・ナウセダ大統領

1990年3月11日の独立回復宣言以来、リトアニアは共和制国家として民主主義の伝統を維持してきた。1992年10月25日には独立回復後初めて議会選挙が行われたが、同日行われた国民投票では、投票者の56.75%がリトアニア共和国憲法の制定を支持している。憲法に関しては、とりわけ大統領の権限について激しく議論がなされ、1992年5月23日に行われた大統領制に関する国民投票では有権者の41％が大統領職の復活を支持していた。結果、半大統領制が導入されるに至った。

### 行政

#### 大統領
大統領はリトアニアの国家元首とされ、5年任期で直接選挙によって選ばれ、最大で2期10年まで務めることができる。大統領選挙で過半数の票を獲得した候補が大統領に就任するが、いずれの候補も過半数の票を獲得しなかった場合は上位2名の候補による決選投票が行われる。
大統領職は儀礼的なものに過ぎず、外交や防衛方針の策定に加わり、それらを形式的に指揮する役割を果たす。大統領は、セイマス（議会）の承認を得て首相を任命し、首相が指名したほかの閣僚も任命する。
2019年に行われた大統領選挙では、祖国連合が支持するイングリダ・シモニーテ候補を決選投票で大差で破って当選し、7月12日にギタナス・ナウセダが大統領に就任した。

### 内閣
憲法第91条により、内閣は首相および各大臣によって組織される。
現職は以下の通り（なお、以下の表における役職名は、現職が男性の場合は男性名詞（ministras）、女性の場合は女性名詞（ministrė）を用いている）。
| 役職                                                     | 氏名 | 氏名                                                   | 所属政党 | 所属政党                                            | 任期           | 任期         |
| 役職                                                     | 氏名 | 氏名                                                   | 所属政党 | 所属政党                                            | 着任           | 離任         |
| -------------------------------------------------------- | ---- | ------------------------------------------------------ | -------- | --------------------------------------------------- | -------------- | ------------ |
| 首相 Ministras Pirmininkas                               |      | ギンタウタス・パルツカス Gintautas Paluckas            |          | 社会民主党                                          | 2024年12月12日 | 2025年8月4日 |
| 環境大臣 Aplinkos ministras                              |      | ポヴィラス・ポデルスキス Povilas Poderskis             |          | 無所属 （ネムナスの夜明け推薦）                     | 2024年12月12日 | （現職）     |
| 経済イノベーション大臣 Ekonomikos ir inovacijų ministras |      | ルカス・サヴィツカス Lukas Savickas                    |          | 民主連合「リトアニアのために」                      | 2024年12月12日 | （現職）     |
| エネルギー大臣 Energetikos ministras                     |      | ジーギマンタス・ヴァイチューナス Žygimantas Vaičiūnas  |          | 民主連合「リトアニアのために」                      | 2024年12月12日 | （現職）     |
| 財務大臣 Finansų ministras                               |      | リマンタス・シャジュス Rimantas Šadžius                |          | 社会民主党                                          | 2024年12月12日 | （現職）     |
| 国防大臣 Krašto apsaugos ministrė                        |      | ドヴィレ・シャカリエネ Dovilė Šakalienė                |          | 社会民主党                                          | 2024年12月12日 | （現職）     |
| 文化大臣 Kultūros ministras                              |      | シャルーナス・ビルティス Šarūnas Birutis               |          | 社会民主党                                          | 2024年12月12日 | （現職）     |
| 社会保障労働大臣 Socialinės apsaugos ir darbo ministrė   |      | インガ・ルギニエネ Inga Ruginienė                      |          | 社会民主党                                          | 2024年12月12日 | （現職）     |
| 運輸通信大臣 Susisiekimo ministras                       |      | エウゲニユス・サブティス Eugenijus Sabutis             |          | 社会民主党                                          | 2024年12月12日 | （現職）     |
| 保健大臣 Sveikatos apsaugos ministras                    |      | マリヤ・ヤクバウスキエネ Marija Jakubauskienė          |          | 無所属 （社会民主党推薦）                           | 2024年12月12日 | （現職）     |
| 教育科学スポーツ大臣 Švietimo, mokslo ir sporto ministrė |      | ラミンタ・ポポヴィエネ Raminta Popovienė               |          | 社会民主党                                          | 2024年12月12日 | （現職）     |
| 法務大臣 Teisingumo ministrė                             |      | リマンタス・モツクス Rimantas Mockus                   |          | 無所属 （ネムナスの夜明け推薦）                     | 2024年12月12日 | （現職）     |
| 外務大臣 Užsienio reikalų ministras                      |      | ケーストゥティス・ブドリース Kęstutis Budrys           |          | 無所属 （ギタナス・ナウセダ大統領・社会民主党推薦） | 2024年12月12日 | （現職）     |
| 内務大臣 Vidaus reikalų ministras                        |      | ヴラディスラフ・コンドラトヴィチ Vladislav Kondratovič |          | 社会民主党                                          | 2024年12月12日 | （現職）     |
| 農業大臣 Žemės ūkio ministras                            |      | イグナス・ホフマナス Ignas Hofmanas                    |          | 無所属 （ネムナスの夜明け推薦）                     | 2024年12月12日 | （現職）     |

### 立法

#### セイマス
セイマス（Seimas）と呼ばれる議会は一院制で、議席数は141。4年任期で選挙により選ばれる。このうち71議席は小選挙区直接選挙により、70議席は全国区の比例代表制により選出される。議会に議員を送り込むには、政党は少なくとも全投票の5%を、連立政党は7%を獲得しなければならない。
2020年リトアニア議会選挙では、祖国連合が50議席を獲得して第1党となり、リトアニア共和国自由運動および自由党とともに連立政権を組んだ。

### 司法
司法権は最高裁判所に属している。裁判所の順列については以下を参照。

### 裁判所
- リトアニア最高裁判所（Lietuvos Aukščiausiasis Teismas）
- リトアニア上訴裁判所（Lietuvos apeliacinis teismas）
- 地方裁判所
  - ヴィリニュス地方裁判所（Vilniaus apygardos teismas）
  - カウナス地方裁判所（Kauno apygardos teismas）
  - クライペダ地方裁判所（Klaipėdos apygardos teismas）
  - シャウレイ地方裁判所（Šiaulių apygardos teismas）
  - パネヴェジース地方裁判所（Panevėžio apygardos teismas）
- 地区裁判所
  - ヴィリニュス市地区裁判所（Vilniaus miesto pirmasis apylinkės teismas）
2012年の再編により、ヴィリニュス市地区第1裁判所（Vilniaus miesto pirmasis apylinkės teismas）、ヴィリニュス市地区第2裁判所（Vilniaus miesto antrasis apylinkės teismas）、ヴィリニュス市地区第3裁判所（Vilniaus miesto trečiasis apylinkės teismas）、ヴィリニュス市地区第4裁判所（Vilniaus miesto ketvirtasis apylinkės teismas）が1つの裁判所となった。
  - カウナス市地区裁判所（Kauno miesto apylinkės teismas）
  - クライペダ市地区裁判所（Klaipėdos miesto apylinkės teismas）
  - シャウレイ市地区裁判所（Šiaulių miesto apylinkės teismas）
  - パネヴェジース市地区裁判所（Panevėžio miesto apylinkės teismas）
  - ドルスキニンカイ市地区裁判所（Druskininkų miesto apylinkės teismas）
  - パランガ市地区裁判所（Palangos miesto apylinkės teismas）
  - ヴィサギナス市地区裁判所（Visagino miesto apylinkės teismas）
  - アクメネ地区裁判所（Akmenės rajono apylinkės teismas）
  - アリートゥス地区裁判所（Alytaus rajono apylinkės teismas）
  - アニークシュチェイ地区裁判所（Anykščių rajono apylinkės teismas）
  - ビルジェイ地区裁判所（Biržų rajono apylinkės teismas）
  - イグナリナ地区裁判所（Ignalinos rajono apylinkės teismas）
  - ヨナヴァ地区裁判所（Jonavos rajono apylinkės teismas）
  - ヨニシュキス地区裁判所（Joniškio rajono apylinkės teismas）
  - ユルバルカス地区裁判所（Jurbarko rajono apylinkės teismas）
  - カイシェドリース地区裁判所（Kaišiadorių rajono apylinkės teismas）
  - カウナス地区裁判所（Kauno rajono apylinkės teismas）
  - ケダイネイ地区裁判所（Kėdainių rajono apylinkės teismas）
  - ケルメ地区裁判所（Kelmės rajono apylinkės teismas）
  - クライペダ地区裁判所（Klaipėdos rajono apylinkės teismas）
  - クレティンガ地区裁判所（Kretingos rajono apylinkės teismas）
  - クピシュキス地区裁判所（Kupiškio rajono apylinkės teismas）
  - ラズディヤイ地区裁判所（Lazdijų rajono apylinkės teismas）
  - マリヤンポレ地区裁判所（Marijampolės rajono apylinkės teismas）
  - マジェイケイ地区裁判所（Mažeikių rajono apylinkės teismas）
  - モレタイ地区裁判所（Molėtų rajono apylinkės teismas）
  - パクルオヤス地区裁判所（Pakruojo rajono apylinkės teismas）
  - パスヴァリース地区裁判所（Pasvalio rajono apylinkės teismas）
  - プルンゲ地区裁判所（Plungės rajono apylinkės teismas）
  - プリエナイ地区裁判所（Prienų rajono apylinkės teismas）
  - ラドヴィリシュキス地区裁判所（Radviliškio rajono apylinkės teismas）
  - ラセイネイ地区裁判所（Raseinių rajono apylinkės teismas）
  - ロキシュキス地区裁判所（Rokiškio rajono apylinkės teismas）
  - スクオダス地区裁判所（Skuodo rajono apylinkės teismas）
  - シャルチニンカイ地区裁判所（Šalčininkų rajono apylinkės teismas）
  - シャケイ地区裁判所（Šakių rajono apylinkės teismas）
  - シャウレイ地区裁判所（Šiaulių rajono apylinkės teismas）
  - シラレ地区裁判所（Šilalės rajono apylinkės teismas）
  - シルテ地区裁判所（Šilutės rajono apylinkės teismas）
  - シルヴィントス地区裁判所（Širvintų rajono apylinkės teismas）
  - シュヴェンチョニース地区裁判所（Švenčionių rajono apylinkės teismas）
  - タウラゲ地区裁判所（Tauragės rajono apylinkės teismas）
  - テルシェイ地区裁判所（Telšių rajono apylinkės teismas）
  - トラカイ地区裁判所（Trakų rajono apylinkės teismas）
  - ウクメルゲ地区裁判所（Ukmergės rajono apylinkės teismas）
  - ウテナ地区裁判所（Utenos rajono apylinkės teismas）
  - ヴァレナ地区裁判所（Varėnos rajono apylinkės teismas）
  - ヴィリニュス地区裁判所（Vilniaus rajono apylinkės teismas）
  - ヴィルカヴィシュキス地区裁判所（Vilkaviškio rajono apylinkės teismas）
  - ザラサイ地区裁判所（Zarasų rajono apylinkės teismas）

#### 憲法裁判所
リトアニア憲法裁判所（Konstitucinis Teismas）の裁判官は任期9年で、大統領が3名、セイマス議長が3名、最高裁判所長官が3名を指名する。

## 国際関係

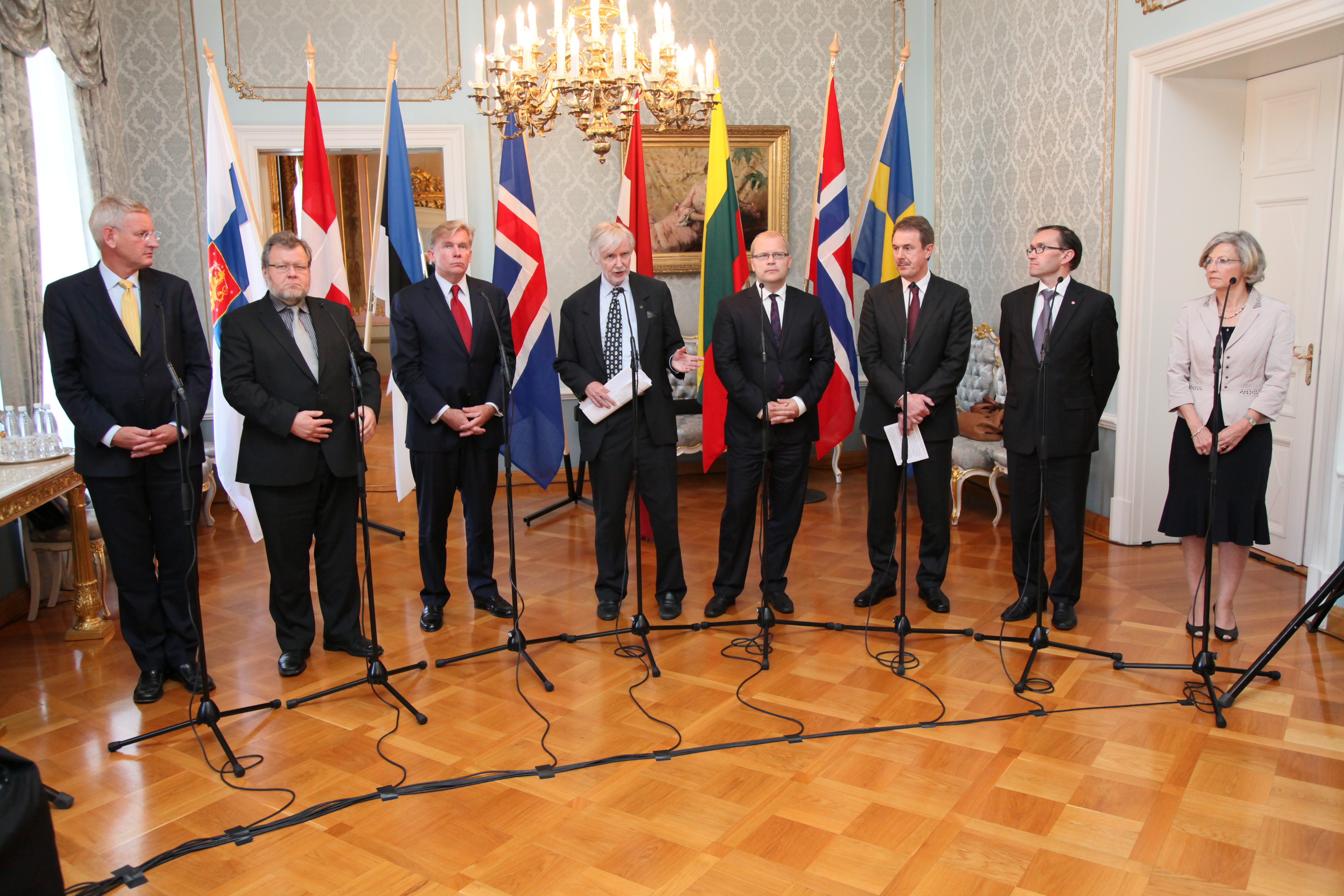
フィンランド、スウェーデン、ノルウェー、デンマーク、アイスランド、エストニア、ラトビア、リトアニアの8か国外相会談開催。会談後、バルト三国独立20周年を祝うセミナーが開催された（2011年8月、ヘルシンキ）。

2021年2月17日時点、リトアニアは187か国と外交関係を樹立している。また、6大陸94か国に在外大使館を設置しており、大使館を設置していない2か国に領事館を設置している。
リトアニアは1991年9月18日以来、国連加盟国であり、また国連機関やその他国際機関にも加盟している。また欧州安全保障協力機構（OSCE）や北大西洋条約機構（NATO）、欧州評議会、そして欧州連合（EU）の加盟国でもある。EUの議会組織である欧州議会にはリトアニアから12名の議員が選出され、5年ごとに普通選挙で改選される。2001年から世界貿易機関（WTO）に、2018年からは経済協力開発機構（OECD）に加盟する。他方で、旧ソ連の連邦構成共和国でありながらも、独立国家共同体（CIS）には加盟していない。

### 対中関係
リトアニアは中華人民共和国を承認しているが、中国の人権問題から不信感を募らせており、2010年代後半より中華民国（台湾）との関係を重視するようになった。
2021年7月に中華民国の代表機関の新設について「台湾」の名称を使用することを同意し、中華人民共和国から大きく非難された。11月18日、中華民国外交部はヴィリニュスに駐リトアニア台湾代表処が開設されたことを発表した。中華人民共和国外交部はこれに猛反発し、報復措置として駐リトアニア中国大使の曲柏華を11月21日付で召還、代わりに代理公使を派遣すると発表した。
中華人民共和国は在リトアニア大使館の「臨時代理大使事務所」への格下げに続いて、北京駐在のリトアニア外交官とその家族からの事実上の外交特権剥奪、リトアニア産品やリトアニアの部品を使った工業製品の通関妨害など「報復」を行なっていると報道されている。しかし2023年11月27日にガブリエリュス・ランズベルギス外相が中国による制裁が解除されたことを発表した。

## 軍事

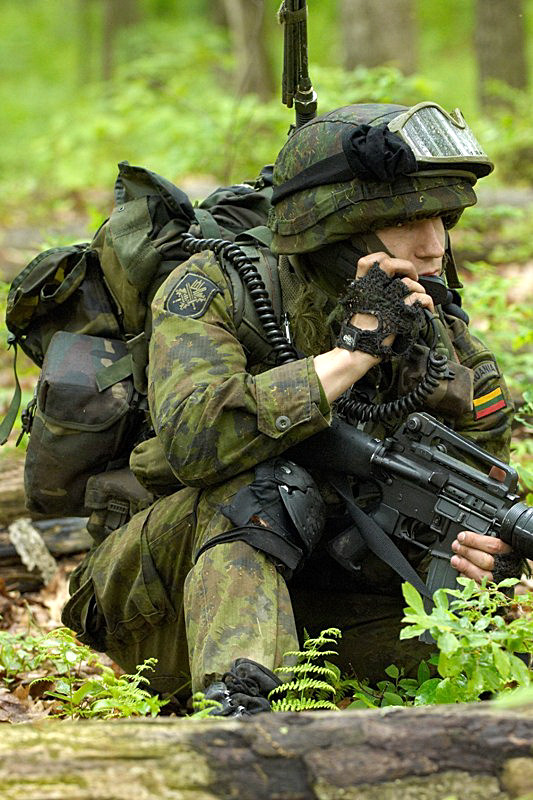
リトアニア国防義勇軍の兵士

リトアニアの軍隊は約1万5,000名の兵士によって構成されており、うち2,400名は非戦闘員である。またその他10万人の志願兵がいる。2008年9月までは徴兵制度がとられていたが、一旦廃止され、2015年5月に再開された。2004年以降、リトアニアは北大西洋条約機構（NATO）に加盟し、ドイツ連邦軍など欧州各国軍が国内に駐留している。また、アフガニスタンの国際治安支援部隊への要員派遣も行っている。
リトアニアの国防制度は、国家安全保障戦略に示されている概念「総合的で絶対的な防衛」に基づいている。リトアニアにおける防衛政策は、リトアニア社会に通常防衛の準備をさせ、リトアニアが西欧の安全保障・防衛機構に統合していくことを目的とする。国防省は戦闘部隊、捜索救難、諜報機関を管轄する。リトアニアに設置されている軍種は以下の通り。
- 陸軍 (Sausumos pajėgos; SP)
  -  国防義勇軍（リトアニア語版） (Krašto apsaugos savanorių pajėgos; KASP)
- 海軍（リトアニア語版） (Karinės jūrų pajėgos; LKJP)
- 空軍 (Karinės oro pajėgos; Lietuvos KOP)
- 特殊作戦部隊（リトアニア語版） (Specialiųjų operacijų pajėgos)

そのほか、5,400人からなる国境警備隊 (VSAT) が内務省の管轄下に置かれ、国境の保護、パスポートおよび関税の管理を担当する。また、海軍と共同で密輸や麻薬取引などを取り締まる。
ロシアによるとみられるサイバー攻撃が頻発しており、2016年に「ナショナル・サイバー・セキュリティー・センター」を設立して防衛体制を強化している。
2019年からパブラデにアメリカ陸軍の重戦車大隊が駐留している。2022年ロシアのウクライナ侵攻を受け、ロシアからの脅威が増したとして駐留期間は2026年まで延長された。
2025年5月、ロシアの脅威に加盟国の防衛強化を進める北大西洋条約機構の作戦の一環とし、ドイツ軍が第二次世界大戦後初めての外国での単独部隊駐留をリトアニアで開始した。主力戦車「レオパルト2」などの部隊を含む、5,000人規模ののドイツ兵が駐留する。

## 地理

### 地形

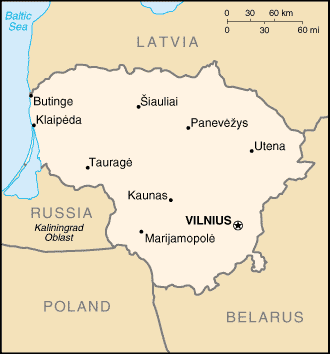
リトアニアの地図

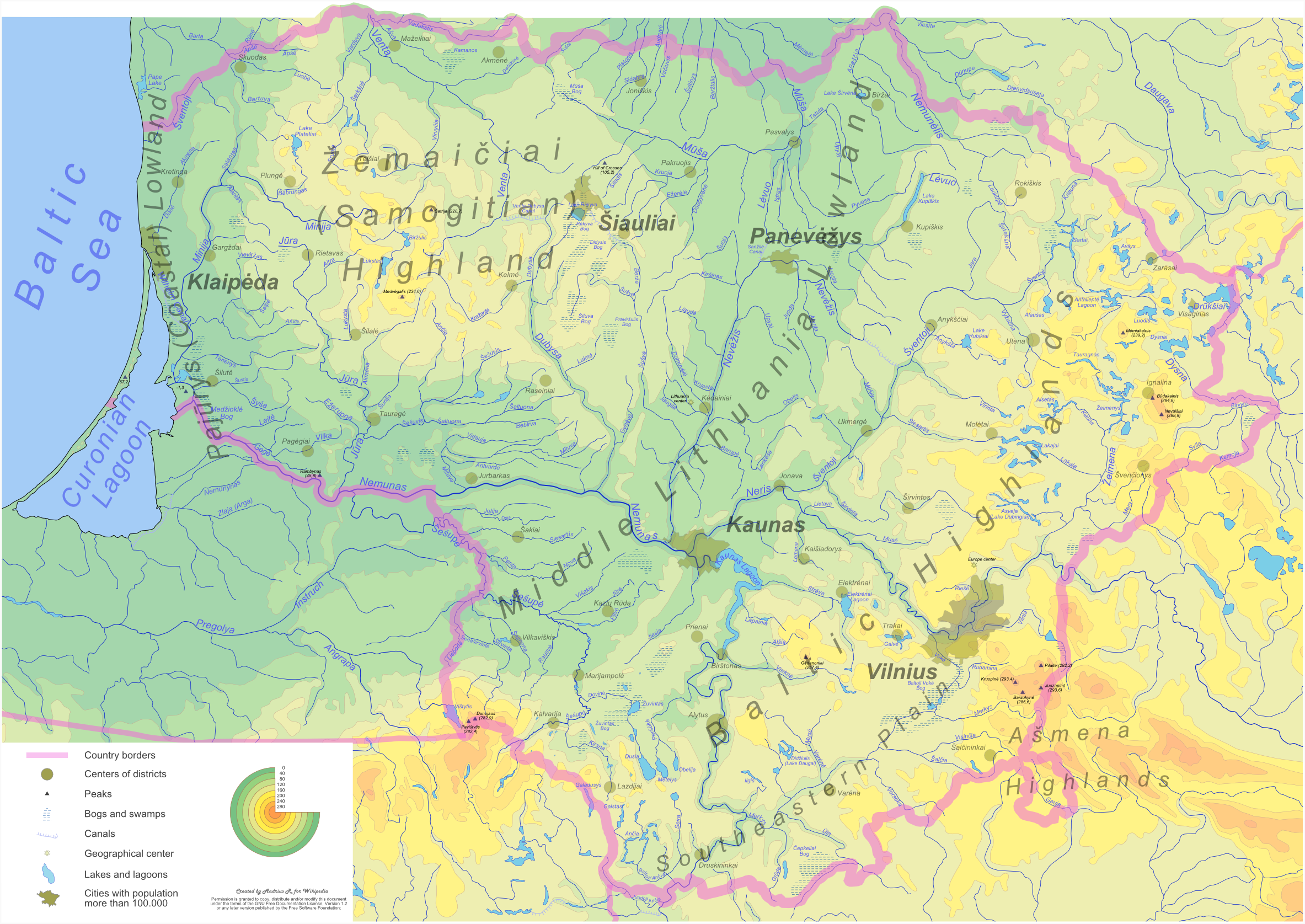
リトアニアの地勢図

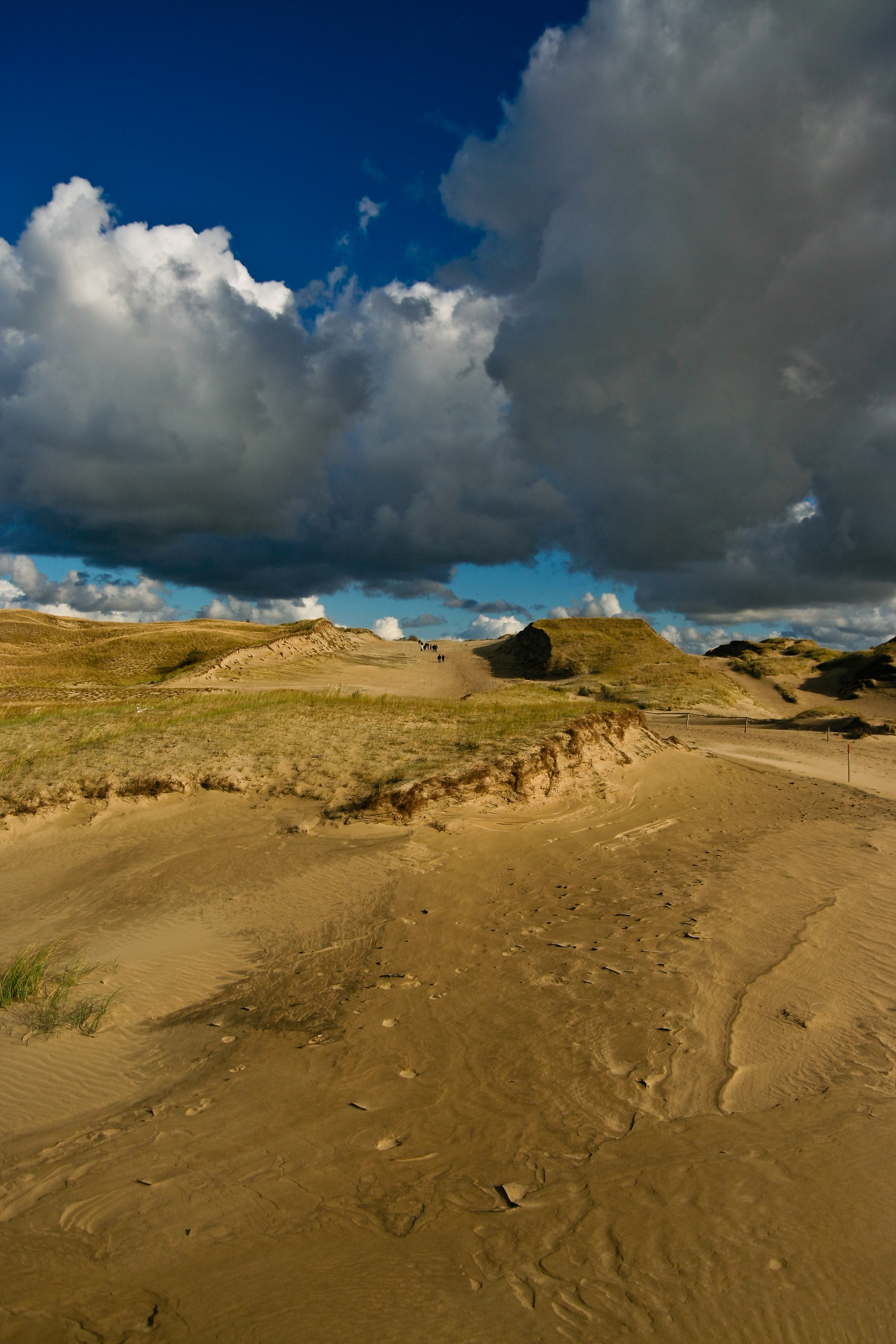
ネリンガ砂丘

リトアニア共和国はヨーロッパの北東部に位置するバルト三国の中で最も大きな国である。北に接するラトビア（64,589km2）よりもやや広く、スリランカ（65,610km2）よりわずかに狭い。
西部はバルト海と面しており、砂質の海岸がおよそ99キロメートル（61.5マイル）広がる。そのうちの38キロメートル（24マイル）がバルト海の外海に面しているが、これはバルト三国の中でも最も短い。残りの海岸線はクルシュー砂州により区切られているクルシュー潟に面している。主な不凍港はクライペダ港で、クルシュー潟の狭い入り口に位置している。このクルシュー潟は浅く、南にロシア領カリーニングラード州まで続いている。国内最大の河川であるネムナス川（ネマン川）とその支流は国際運河にもなっている。
リトアニアの地形は全体的になだらか平坦である。これは最終氷期に形成された氷河がその後に後退した際、標高差のあまりない、細長く伸びる尾根しか残さなかったためである。このため小山や丘陵、平原がバルト地方の主な特色であると言える。国内で標高の高い地域は西部の高台や東部の台地にあるモレーンであるが、それでもリトアニアで最も高い地点（アウクシュトヤス、Aukštojas）の標高は292メートル（965フィート）しかない。
ヴィシュティーティス湖をはじめとする多くの湖や、また湿地帯があるのが特徴的である。また混交湿地林が国土の約33%を覆っている。
フランスの地理学者による算定によれば、ヨーロッパの地理的中心はリトアニアの首都のヴィリニュスの北、数キロメートルの地点になる。
植物地理学の観点からすると、リトアニアは中欧の特徴と東欧の特徴を合わせ持つ。また世界自然保護基金（WWF）によれば、リトアニアの領土は中欧混交林地域（PA0412）とサルマタイ混交林地域（PA0436）の2つのエコリージョンに分けられる。

### 気候

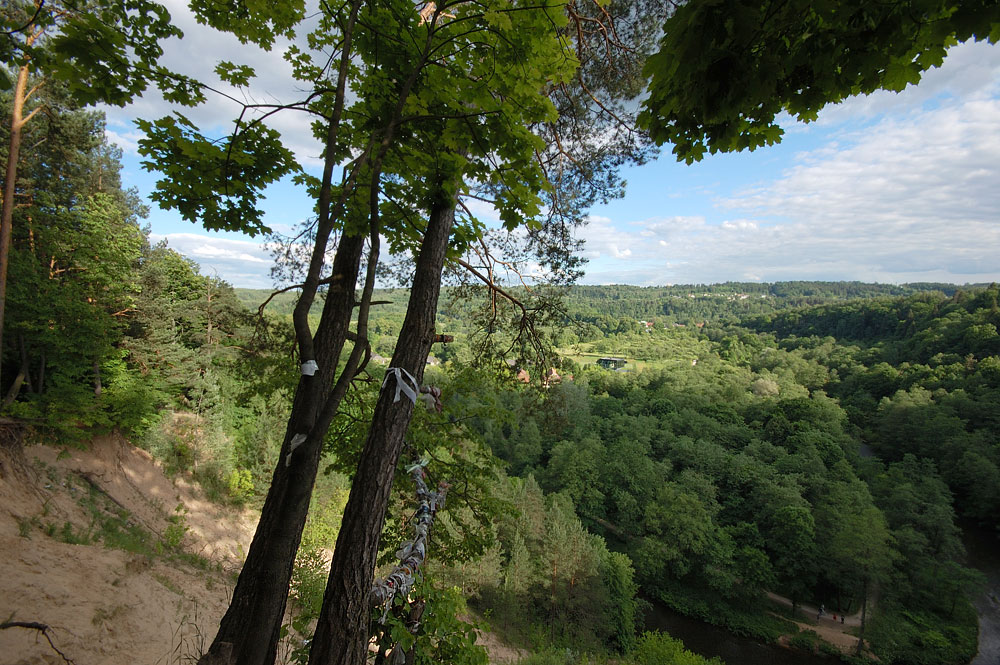
ヴィリニュス近郊プーチュコレイの露頭

ケッペンの気候区分によると、リトアニアの気候は西岸海洋性気候から湿潤大陸性気候まで及び、湿度が高い。夏も冬も比較的穏やかな気候である。気温は西部と東部でやや異なり、沿岸部（西部）は涼しい夏とあまり冷え込まない冬があるのに対し、東部は沿岸部に比べて寒暖の差がある。日平均気温は、沿岸部のクライペダでは最寒月の1月が-0.8℃、最暖月の8月が18.5℃、東部のヴィリニュスでは最寒月の1月が-3.8℃、最暖月の7月が18.7℃である。
年間平均降水量は沿岸部で800mm、ジェマイティヤ地方高地で900mm、リトアニア東部では600mmである。雪は毎年10月から4月にかけて降る。9月や5月などは霰や雹が降ることもある。
バルト地域における気温に関する記録は、古いものでは250年前にまで遡る。そのデータによれば、18世紀後半は暖かな気候であり、また19世紀は比較的涼しい気候であった。20世紀になると再び暖かくなり、1930年代にはもっとも暖かくなったが、その後1960年代まではやや涼しい気候が続いた。その後は温暖化の傾向が続いている。
2002年には、森林および泥炭地における火災が原因で旱魃も起きている。2006年夏には、ほかの北欧諸国と同様リトアニアでも熱波に見舞われた。
リトアニアにおける月別の平均最高・最低気温および最高・最低気温記録は以下の通りである。
| リトアニアの気候                           | リトアニアの気候 | リトアニアの気候 | リトアニアの気候 | リトアニアの気候 | リトアニアの気候 | リトアニアの気候 | リトアニアの気候 | リトアニアの気候 | リトアニアの気候 | リトアニアの気候 | リトアニアの気候 | リトアニアの気候 | リトアニアの気候 |
| 月                                         | 1月              | 2月              | 3月              | 4月              | 5月              | 6月              | 7月              | 8月              | 9月              | 10月             | 11月             | 12月             | 年               |
| ------------------------------------------ | ---------------- | ---------------- | ---------------- | ---------------- | ---------------- | ---------------- | ---------------- | ---------------- | ---------------- | ---------------- | ---------------- | ---------------- | ---------------- |
| 最高気温記録 °C （°F）                     | 12.6 (54.7)      | 16.5 (61.7)      | 21.8 (71.2)      | 28.8 (83.8)      | 34.0 (93.2)      | 35.0 (95)        | 37.5 (99.5)      | 36.0 (96.8)      | 32.0 (89.6)      | 26.0 (78.8)      | 18.5 (65.3)      | 15.6 (60.1)      | 37.5 (99.5)      |
| 平均最高気温 °C （°F）                     | −2 (28)          | −2 (28)          | 5 (41)           | 14 (57)          | 15 (59)          | 16.4 (61.5)      | 17.5 (63.5)      | 15 (59)          | 13 (55)          | 10 (50)          | 5 (41)           | 0 (32)           | 8.91 (47.92)     |
| 平均最低気温 °C （°F）                     | −5 (23)          | −5 (23)          | −2 (28)          | 0 (32)           | 8 (46)           | 10 (50)          | 11 (52)          | 10 (50)          | 8 (46)           | 2 (36)           | 0 (32)           | −5 (23)          | 2.7 (36.8)       |
| 最低気温記録 °C （°F）                     | −40.5 (−40.9)    | −42.9 (−45.2)    | −37.5 (−35.5)    | −23.0 (−9.4)     | −6.8 (19.8)      | −2.8 (27)        | 0.9 (33.6)       | −2.9 (26.8)      | −6.3 (20.7)      | −19.5 (−3.1)     | −23.0 (−9.4)     | −34.0 (−29.2)    | −42.9 (−45.2)    |
| 出典：Lietuvos hidrometeorologijos tarnyba |                  |                  |                  |                  |                  |                  |                  |                  |                  |                  |                  |                  |                  |

## 地方行政区分

### 行政区分
現在の地方行政区画は1994年より適用されており、2000年には欧州連合加盟条件を満たすために修正が施されている。リトアニアは3段階の行政区画がある。まず、10の郡が設置されており、その下に60の基礎自治体が設置されている。さらにその下には500以上の区が設置されている。

#### 郡
郡（apskritis、複数形: apskritys）の名称には、それぞれ中心都市の都市の名前が付けられている。郡は、中央政府が任命した郡知事（apskrities viršininkas）が統括する。郡知事は、地方自治体がリトアニアの憲法や法令に忠実であることを保証する。また、郡は自治体が国の法令、綱領、政策を履行しているかどうかを監督する。郡の機能は限られたものでしかなく、そのため、現在は10ある郡の数を減らし、文化的区分にもとづく4つの新たな州を設置する案や、10万人以上の都市を中心とした5つの州を設置する案も出ている。

#### 基礎自治体
基礎自治体（savivaldybė、複数形: savivaldybės）はリトアニアの中でももっとも重要な行政区画である。中には歴史的に地区自治体（rajono savivaldybė）と呼ばれるものもあり、そうした自治体は単に地区（rajonas）とも呼ばれる。他方都市自治体（miesto savivaldybė）と称する自治体もあり、単に市（miestas）とも呼ばれる。それぞれの自治体には選挙で選ばれた執行機関がある。過去には自治体の選挙は3年に1度行われていたが、現在では4年に1度行われている。以前は、自治体議会が市長を選出することとなっていたが、2015年統一地方選より各自治体の市長は直接選挙により選出されることとなった。

#### 区
国内全体で500以上設置されている区（seniūnija、複数形: seniūnijos）は、リトアニアで最小の行政区画であり、国政レベルでは何の機能も果たすものではない。区は各家庭に対して必要な公共サービスを提供する。たとえば、農村部では区が出生や死亡を登記する。社会福祉の面でも最も重要な役割を果たすのが区で、貧困下にいる人や家庭を把握し、生活手当を分配、さらに他の福祉金も準備する。区は、農村部の問題に対する改善策を地元から提起できる立場にあるが、しかし区には実際の権限がなく注目を集めることもほとんどないと指摘されている。

### 文化的区分

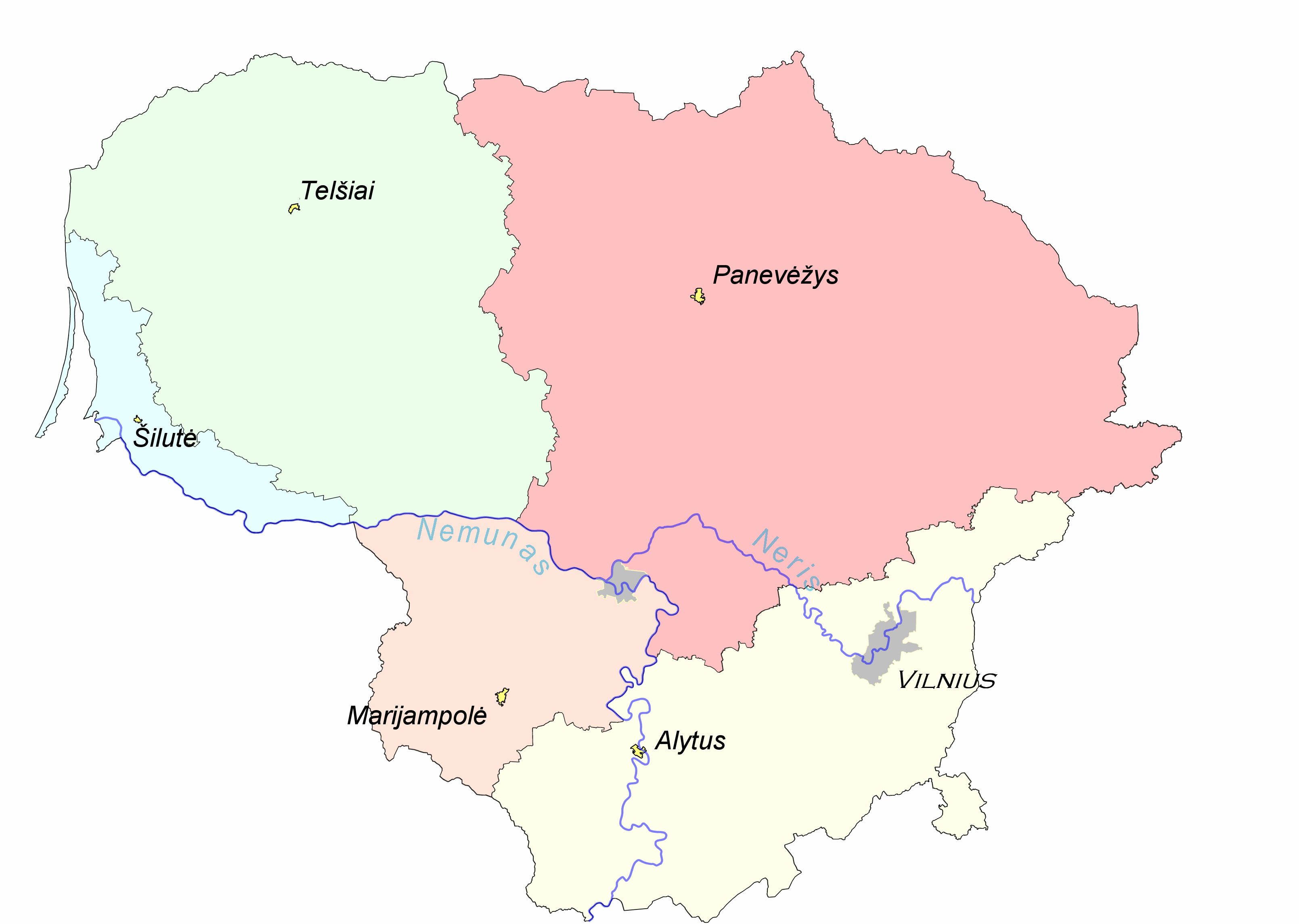
文化的観点による区分。
【凡例】左上から時計回りに5地方
小リトアニア (Mažoji Lietuva)
ジェマイティヤ (Žemaitija)
アウクシュタイティヤ (Aukštaitija)
ズーキヤ (Dzūkija)
スヴァルキヤ (Suvalkija)
各地方の慣例上の中心都市
ヴィリニュスとカウナス

なお、行政区分とは別に、文化的な観点から5つの地方に分けられる。
- アウクシュタイティヤ Aukštaitija - 北東部

「高地」の意。アウクシュタイティヤで用いられていた言語がリトアニア語の基礎となった。
- ジェマイティヤ Žemaitija - 北西部

「低地」の意。ジェマイティヤで用いられていた言語は現在リトアニア語の一方言とされている。
- ズーキヤ Dzūkija - 南東部
- スヴァルキヤ（リトアニア語版、英語版） Suvalkija - 南西部
- 小リトアニア Mažoji Lietuva - 沿海部

小リトアニアには現在のロシア連邦カリーニングラード州も多く含まれる。また今日リトアニア領となっている地域はクライペダ地方（Klaipėdos kraštas）ともいわれる。かつてのリトアニア大公国の領土外であり、プロイセン語を話すプロイセン人の居住区であった。現在ではジェマイティヤに含まれる場合も多い。

## 経済

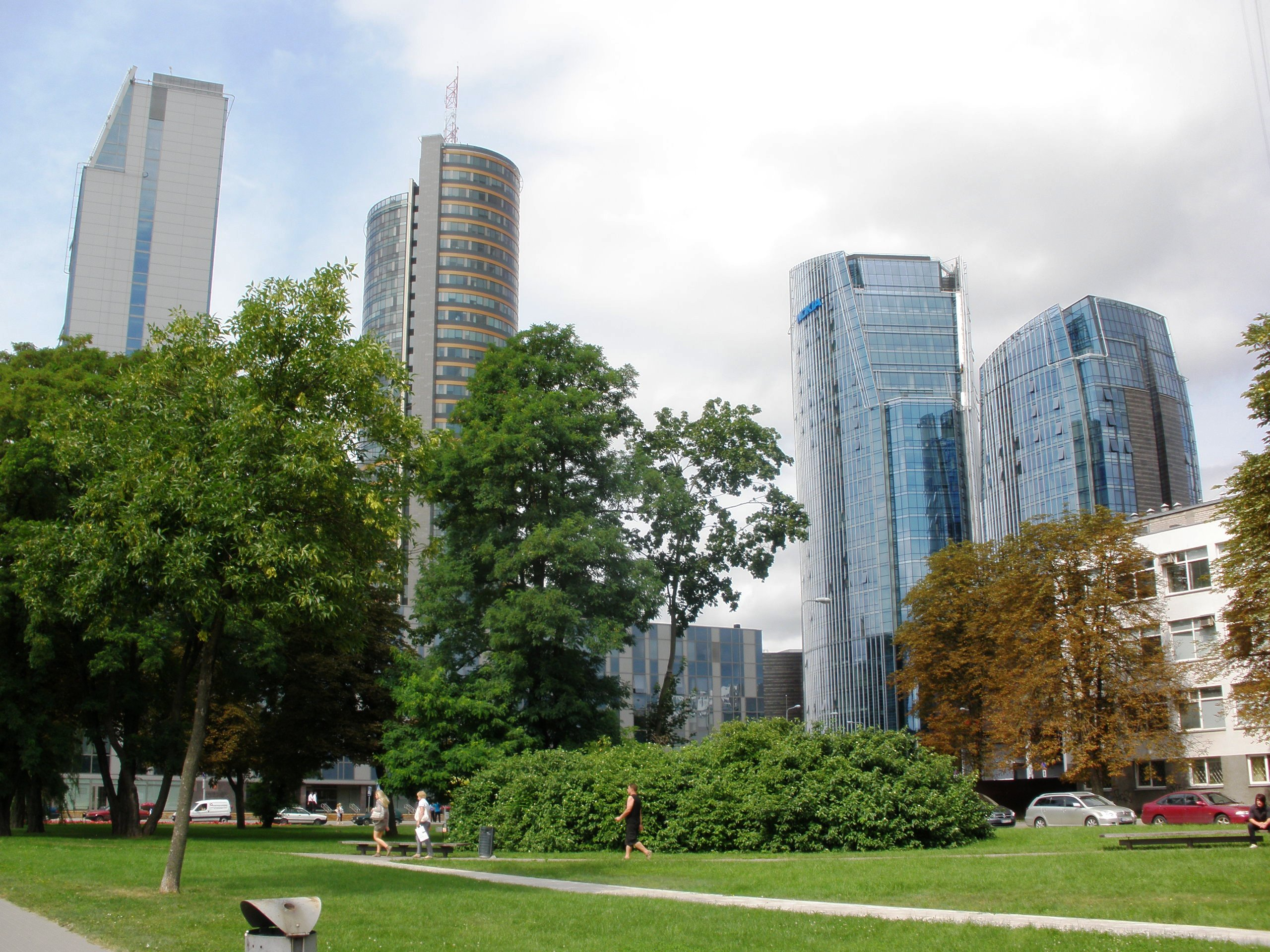
首都ヴィリニュス

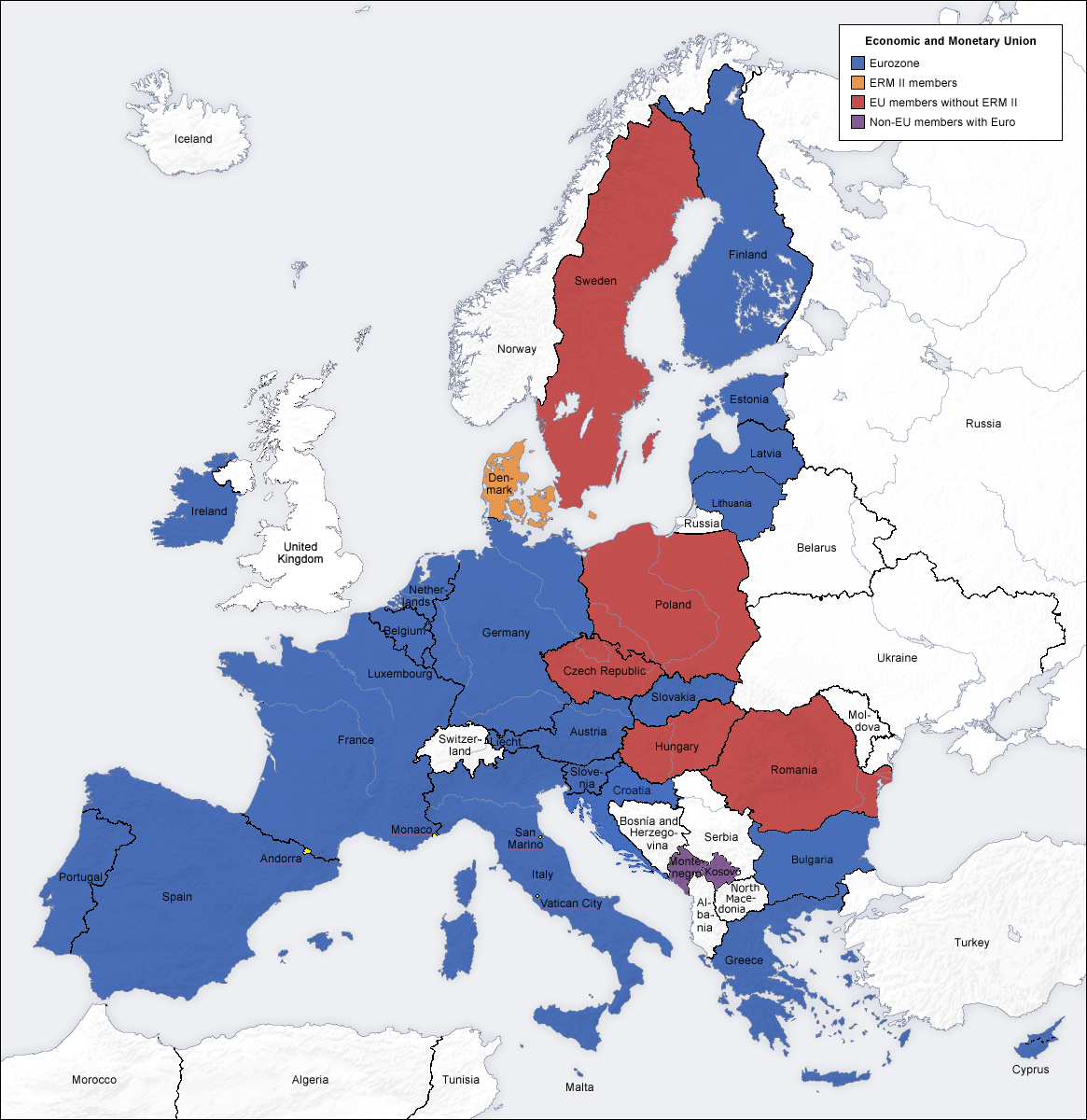
欧州為替相場メカニズム

国連の分類によれば、リトアニアは平均所得の高い国に位置づけられており、鉄道、空港、4車線の高速道路などの近代的なインフラが整備されている。しかし、それでもリトアニアの所得水準は欧州連合（EU）に2004年の拡大前から加盟していた国よりも低く、国際通貨基金（IMF）のデータによれば、リトアニアの1人あたりのGDP（為替ベース）はEU加盟27か国平均の半分ほどの1万5,649ドルにとどまる（2013年)。こうした低所得が要因となり、2004年のEU加盟時には所得の高い国への移住が増加した。
EU加盟直前の2003年、リトアニアの経済成長率はEU加盟国および加盟候補国の中で最も高く、第3四半期には8.8%に達した。その後、2004年にEUに加盟し、2004年には7.4%、2005年7.8%、2006年7.8%、2007年8.9%、2008年第1四半期には7.0%のGDP成長率を記録した。
公式データによれば、EU加盟は海外からの発注の増加や観光業への後押しといった経済成長をもたらしている。それまでの通貨であるリタスは2004年6月28日よりERM IIの対象通貨となっており、1ユーロ＝3.45280リタスで固定されていた。2015年1月1日にユーロへ移行した。
リトアニアの貿易は多くがEU圏内で行われており、2009年は輸出の64.2%、輸入の59.1%が対EU諸国であった。その他の国ではロシアが最も高く（輸出13.2%、輸入29.9%）、次いでベラルーシ（輸出4.7%、輸入1.7%）、アメリカ合衆国（輸出2.9%、輸入1.1%）、ウクライナ（輸出3.0%、輸入0.9%）となっている。
2001年には世界貿易機関（WTO）の一員ともなった。国有企業、特にエネルギー部門におけるそれの大規模な民営化が開始されており、現在も進行中である。
リトアニアの経済構造は知識集約型経済へと少しずつ着実に移行してきており、とりわけバイオテクノロジーやレーザー産業が特に盛んで、バルト三国におけるバイオテクノロジーの製造はリトアニアに集中している。またメカトロニクス（機械電子工学）や情報技術（IT）産業も今後のリトアニア経済が目指す方向として期待されている。
失業率は近年上昇傾向にあり、2010年第2四半期の失業率は18.3%である。また、1日1ドル（貧困線）以下で暮らしている人の数は国民の2%にも満たない。
エコノミスト・インテリジェンス・ユニットによるクオリティ・オブ・ライフ・インデックス（生活の質指数）は、バルト三国の中で最も高い。
2018年7月5日にはOECDに加盟した。
リトアニアでは累進課税政策よりも一律課税政策が多くとられている。2007年には個人所得税は24％に減税され、さらに2009年1月には21%に減税された。このうち6%は健康保険に当てられている。また法人税は15%で、2010年1月1日からは中小企業向けに5%の法人税が導入されている。政府はハイテク産業や付加価値商品に対する投資への優遇政策を行っている。消費税は21%である。
一方で鉱物資源にはまったく恵まれていない。唯一採掘されているのは原油であるが、2002年時点の採掘量は43万トンにとどまる。近年は天然ガスの採掘も有望視されている。

## 国民

### 民族・人種
| 民族構成（リトアニア） | 民族構成（リトアニア） | 民族構成（リトアニア） | 民族構成（リトアニア） | 民族構成（リトアニア） |
| ---------------------- | ---------------------- | ---------------------- | ---------------------- | ---------------------- |
|                        |                        |                        |                        |                        |
| リトアニア人           | リトアニア人           |                        | 83.1%                  | 83.1%                  |
| ポーランド人           | ポーランド人           |                        | 6.0%                   | 6.0%                   |
| ロシア人               | ロシア人               |                        | 4.8%                   | 4.8%                   |
| ベラルーシ人           | ベラルーシ人           |                        | 1.1%                   | 1.1%                   |
| ウクライナ人           | ウクライナ人           |                        | 0.6%                   | 0.6%                   |
| ユダヤ人               | ユダヤ人               |                        | 0.1%                   | 0.1%                   |
| ラトビア人             | ラトビア人             |                        | 0.1%                   | 0.1%                   |
| タタール人             | タタール人             |                        | 0.1%                   | 0.1%                   |
| ドイツ人               | ドイツ人               |                        | 0.1%                   | 0.1%                   |
| ロマ人                 | ロマ人                 |                        | 0.1%                   | 0.1%                   |
| その他                 | その他                 |                        | 0.2%                   | 0.2%                   |
| 不明                   | 不明                   |                        | 3.7%                   | 3.7%                   |

民族構成を見てみると、人口の84.6%がリトアニア人である。少数派としてポーランド人（6.5%）、ロシア人（5%）、ベラルーシ人（1%）、その他・不明(2.9%)。
また、中世にヨーロッパ各地からユダヤ人を受け入れたために、リトアニアの都市部にはユダヤ人が多く、その中でも特にヴィリニュスはユダヤ人らから「北のエルサレム」と呼ばれるほど多くのユダヤ人が住んでいた。18世紀末の時点で約25万人のユダヤ人がかつてのリトアニア大公国の土地に住んでいた。しかし、第二次世界大戦中のナチス・ドイツと、その後のソ連支配の時代の弾圧によりユダヤ人人口は大きく減少した。
ソ連からの独立時に、住民全てにリトアニア国籍が与えられた。このため、他のバルト諸国のラトビアとエストニアにある残留ロシア人の無国籍問題は発生していない。

### 年齢構成
2020年の推計によると、年齢構成は以下の通りとなっている。
- 0 - 14歳：15.26% （男性213,802人、女性202,948人）
- 15 - 64歳：64.29% （男性85,7239人、女性898,892人）
- 65歳以上：20.45% （男性190,025人、女性368,558人）

平均年齢は44.5歳（男性40.2歳、女性48.2歳）である。

### 言語
| 言語（リトアニア） | 言語（リトアニア） | 言語（リトアニア） | 言語（リトアニア） | 言語（リトアニア） |
| ------------------ | ------------------ | ------------------ | ------------------ | ------------------ |
|                    |                    |                    |                    |                    |
| リトアニア語       | リトアニア語       |                    | 84%                | 84%                |
| ロシア語           | ロシア語           |                    | 8.0%               | 8.0%               |
| ポーランド語       | ポーランド語       |                    | 5.6%               | 5.6%               |
| ベラルーシ語       | ベラルーシ語       |                    | 0.5%               | 0.5%               |
| ウクライナ語       | ウクライナ語       |                    | 0.2%               | 0.2%               |
| ロマ語             | ロマ語             |                    | 0.1%               | 0.1%               |
| ラトビア語         | ラトビア語         |                    | 0.1%               | 0.1%               |

国語であるリトアニア語はラトビア語とともに現存している2つのインド・ヨーロッパ語族バルト語派の一つであり、リトアニアの公用語にもなっている。2021年の推計ではリトアニア語85.3%、ロシア語6.8%、ポーランド語5.1%、その他1.1%、バイリンガルが1.7%となっている。

#### 方言

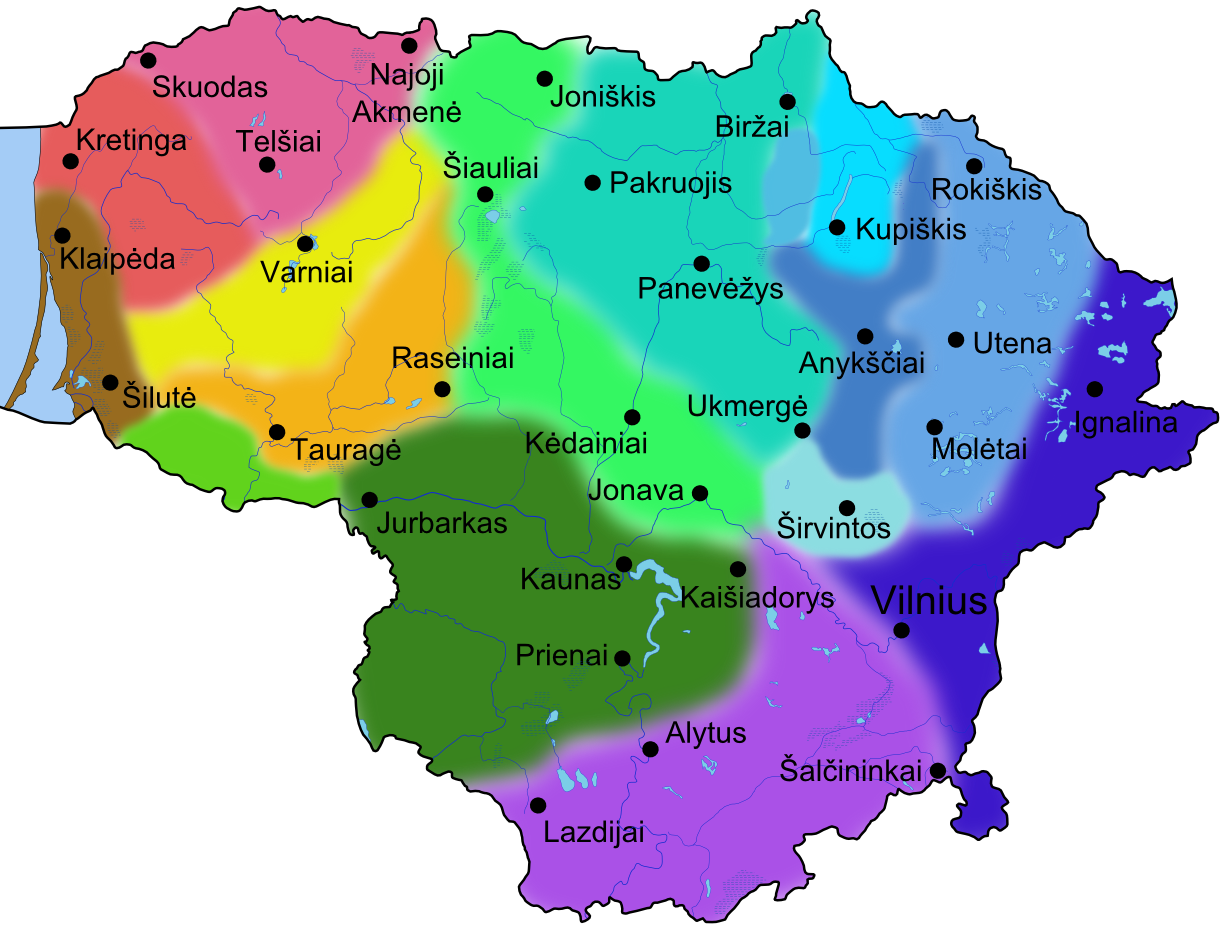
リトアニア語の方言（黄、赤、茶色はジェマイティヤ語、緑、青、紫色はアウクシュタイティヤ語）

リトアニア語には、主に内陸側のアウクシュタイティヤ方言（高地リトアニア語）と海岸側のジェマイティヤ方言（低地リトアニア語）の2つの主要な方言（tarmės）がある。標準語とジェマイティヤ方言の違いは顕著である。現在のジェマイティヤ方言は13世紀から16世紀にクロニア語の影響を受けながら形成されていった。これらリトアニア語の方言はリトアニアの民族誌上の地方と強く関連している。
2つの方言は、さらにそれぞれ3つずつの下位方言（patarmės）に分けられる。ジェマイティヤ方言には西部下位方言、北部下位方言および南部下位方言があり、アウクシュタイティヤ方言には西部下位方言、東部下位方言、および南部下位方言がある（東部と南部の下位方言はズーキヤ方言とも呼ばれる）。下位方言はさらに細かな話し言葉（šnektos）に分けられる。
リトアニア語の標準語は西部アウクシュタイティヤ方言をもとに作られているが、語彙などはほかの方言からの影響も顕著である。

### 婚姻
婚姻時、非改姓婚（夫婦別姓）、どちらかの姓への統一（同姓）、複合姓、いずれも選択可能である。

### 宗教

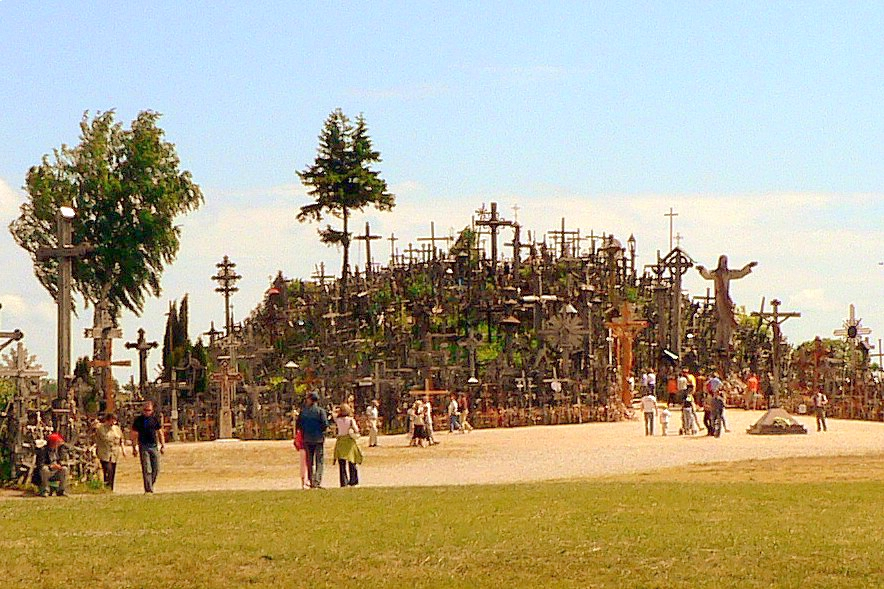
シャウレイの十字架の丘

リトアニアの宗教は現在ローマ・カトリックが大勢を占め、ほかの宗教は少数となっている。しかし歴史的には多くの宗教が信奉されてきた。もともと現在のリトアニアにあたる地域はバルト人の土地であり、彼らは独自の多神教信仰を持っていた。しかしその後、キリスト教が徐々にリトアニアに入ってくるようになった。農民層が中心のリトアニア人にカトリックが浸透するのは16世紀ごろと言われている。
中世のリトアニア大公国は、現在のリトアニアのほかベラルーシやウクライナの大半を含む広い領土を支配しており、いわゆる原リトアニア地方を除いた、おもに東スラヴ人の大公国貴族や一般住民が住んでいた広大な東部地域では正教を信じる者が多かった。彼らのうち貴族層は多くが後の時代を通じてポーランド文化を受容（ポーランド化）してカトリックに改宗したが、農民層の多くは正教を信じた。また大公国の公用語はリトアニア語でなく、現代のベラルーシ語やウクライナ語の基礎となった教会スラヴ語であり、のちにはポーランド語が公用語となった。また大公国ではそのほかイスラム教やユダヤ教の信仰なども広く認められてきた。
その後、ロシア帝国支配下ではカトリックの弾圧が行われ、またソ連に支配されると宗教そのものが否定されるに至った。リトアニアが独立を回復してからは信仰が再び認められるようになり、現在ではヨーロッパでも有数のカトリックの国として知られている。
2001年に行われたリトアニア統計局による調査によれば、各宗派別の人口統計は以下のとおりとなっている。
| 宗教・宗派                 | 人口      | %      | % |
| -------------------------- | --------- | ------ | - |
| ローマ・カトリック教会     | 2,752,447 | 79.00  |   |
| 正教会                     | 141,821   | 4.07   |   |
| 正教古儀式派               | 27,073    | 0.78   |   |
| ルーテル教会               | 19,637    | 0.56   |   |
| 改革派教会                 | 7,082     | 0.20   |   |
| エホバの証人               | 3,512     | 0.10   |   |
| イスラム教スンナ派         | 2,860     | 0.08   |   |
| ゴスペル教会               | 2,207     | 0.06   |   |
| ペンテコステ教会           | 1,307     | 0.04   |   |
| ユダヤ教                   | 1,272     | 0.04   |   |
| バルト人信仰（多神教信仰） | 1,270     | 0.04   |   |
| バプテスト教会ほか         | 1,249     | 0.04   |   |
| その他                     | 4,701     | 0.13   |   |
| なし（無宗教）             | 331,087   | 9.50   |   |
| 無回答                     | 186,447   | 5.35   |   |
| 合計                       | 3,483,972 | 100.00 |   |

### 教育
リトアニアでは、教育法で定められているとおり、6歳あるいは7歳から16歳までは義務教育で、無料で受けることができる。

#### 初等・中等教育
リトアニアにおいては、全ての者が教育を受ける権利を有する。初等教育は6歳あるいは7歳から始められ、中等教育は16歳まで義務となっている。
リトアニアでは、46万4,638人の生徒が初等・中等教育（7 - 16歳が対象）を受けている（2008 - 2009年）。これらの教育はリトアニア語で行われるものが多く、全体の92.4%（42万9,335名、2008 - 2009年）の生徒がリトアニア語で学ぶ。その他の言語で学ぶ生徒の割合は、ロシア語が4.2%（1万9,676名、2008 - 2009年）、ポーランド語が3.2%（1万5,064名）と続く。ほかにも、伝統的にベラルーシ語で教育を行う学校が1校あるほか、近年フランス語で行う学校も1校設立された。英語による学校も1校存在する。
外国語教育で最も一般的なのは英語で、約40万7,700人が学んでいる（2008年 - 2009年）。次いでロシア語（約18万6,500人）、ドイツ語（約5万9,900人）、フランス語（約1万2,800人）と続く。

#### 高等教育
おもな高等教育機関としては大学などが挙げられ、約14万4,300人の学生が国内に22ある大学に在籍している（2007年9月時点）。ヴィリニュス大学（VU、1579年設立）、カウナス工科大学（KTU、1922年）、カウナス医科大学（KMU、1922年）、ヴィータウタス・マグヌス大学（VDU、1922年）などがその代表例である。
大学・短大では経営学を学ぶ者が最も多く、次いで教育学、工学、法学、保健学、社会学・行動科学、建築学、コンピュータと続く。近年経営学を学ぶ学生数が急増しており、2004年の学生数は2000年の約3倍となった。
修士課程においても経営学を学ぶ学生が最も多く、次いで法学、教育学、工学、社会学・行動科学、保健学と続く。
留学生が占める割合は非常に少なく、全体の約0.4%に過ぎない。そのうち約6割はヨーロッパ諸国からの留学生で、とりわけベラルーシからの留学生が特に多い。アジアからの留学生は約3割となっている。

### 保健
2009年におけるリトアニアの新生児の平均余命は男性66歳、女性78歳であり、これは欧州連合の中でも最も男女差が大きく、また男性の平均余命は最も低いものである。2008年における新生児の死亡率は1,000人あたり5.9人となっている。人口成長率は0.3%（2007年現在）。
リトアニアの自殺率はソ連からの独立回復期から急激に上昇し、現在ではリトアニア最も自殺率の高い国のひとつとなっている。しかし近年はその自殺率も低下傾向にあり、世界保健機関（WHO）によると、リトアニアの10万人あたりの自殺者数は1995年の時点で45.6人であったが、2000年には44.1人、2005年には38.6人、そして2007年には30.4人と推移しており、現在ではベラルーシの自殺率がリトアニアを上回る結果となっている（ベラルーシの自殺率は2003年の時点で10万人あたり35.1人）。

## 治安
リトアニアの治安は日本に比べるとかなり悪い。同国内務省の発表によると、2020年の犯罪総件数は46,306件であり、2019年に比べ10％減少しているものの未だ危険な状況下に立たされている。特に殺人、強盗、強制性交などの凶悪犯罪の発生件数が日本と比較すると非常に多くなっている（殺人は約4.9倍、強盗は約14.2倍、強制性交などは約4.1倍）。更に日本とリトアニアを犯罪発生件数だけで比較すると、2020年の犯罪発生件数（人口10万人あたり）は日本の約2.8倍となっていることから十分な注意が必要とされている。
また、リトアニアは欧州連合加盟国の中で殺人発生率が最も高い。2020年時点での外国人の被害件数は251件となっている。

## 文化

### 食文化
シャコティスという伝統的なケーキが有名。また、トラカイに住むカライ派の人々は、肉のペストリーの一種でキビナイと呼ばれる伝統的な料理を作る。2018年には酒類の消費量を抑制するため、飲酒可能年齢が18歳から20歳に引き上げられた。また、酒類の広告も禁止された。

### 文学

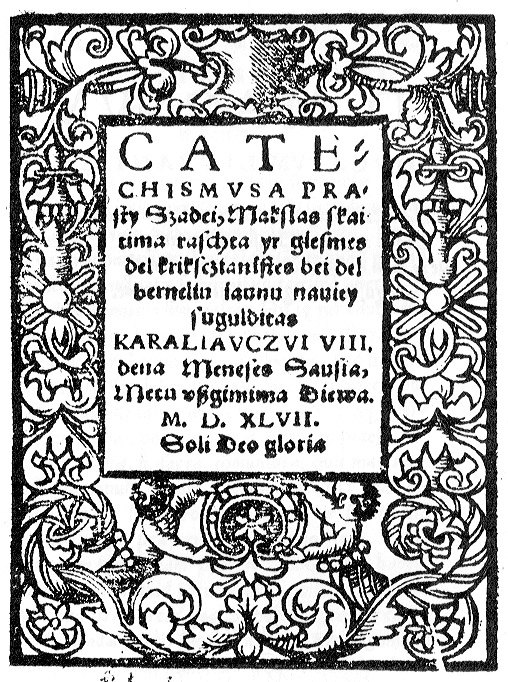
初めて印刷されたリトアニア語による本（マルティナス・マジュヴィーダス著）

中世、リトアニアにおける文学の多くは当時の学術言語であったラテン語で書かれた。リトアニア王ミンダウガスによる勅令はその一例である。また、ゲディミナス大公の手紙もリトアニアにおけるラテン語で書かれた重要な著作物の例である。
16世紀になるとリトアニア語による著作が登場する。1547年、マルティナス・マジュヴィーダス（Martynas Mažvydas）がリトアニア語で『平易な語による教理問答（Catechismusa Prasty Szadei）』を編纂・発行した。これがリトアニア語による本の印刷の始まりである。その後、ミカロユス・ダウクシャ（Mikalojus Daukša）が教理問答を引き継いでいる。
16世紀から17世紀におけるリトアニア文学は主に宗教に関するものだったが、その後、啓蒙時代になるとクリスティヨナス・ドネライティス（Kristijonas Donelaitis）が登場し、それまでの宗教中心のリトアニア文学を変えた。彼の著した「春の喜び」「夏の働き」「秋の幸」「冬の不安」の4篇からなる『一年』は国民的叙事詩であり、リトアニアの創作文学の礎を築くものであった。
19世紀前半のリトアニア文学は古典主義、感情主義、ロマン主義の特徴が合わさったものであった。当時の代表的作家としては、アンタナス・ストラズダス（Antanas Strazdas）、ディオニザス・ポシュカ（Dionizas Poška）、シルヴェストラス・ヴァリウーナス（Silvestras Valiūnas）、マイロニス（Maironis）、シモナス・スタネヴィチュース（Simonas Stanevičius）、シモナス・ダウカンタス（Simonas Daukantas）、アンタナス・バラナウスカス（Antanas Baranauskas）などが挙げられる。ロシア帝政下にあったリトアニアではリトアニア語による印刷物の発行が禁じられており、そのため本を密輸する地下運動（クニーグネシェイ、Knygnešiai）が行われるようになった。
20世紀リトアニア文学の代表的作家としては、ユオザス・トゥマス＝ヴァイジュガンタス（Juozas Tumas-Vaižgantas）、アンタナス・ヴィエヌオリス（Antanas Vienuolis）、ベルナルダス・ブラズジョニス（Bernardas Brazdžionis）、ヴィータウタス・マチェルニス（Vytautas Mačernis）などが挙げられる。

### 美術
1933年に設立されたリトアニア国立博物館は国内における最大規模の博物館であり、歴史的美術作品の保護・展示を行うリトアニア最大の美術館でもある。そのほか、重要な施設としてはパランガ琥珀博物館が挙げられる。
リトアニアでもっとも有名な画家としてはミカロユス・チュルリョーニス（1875年 - 1911年）が挙げられる。彼は作曲家としても知られている。カウナスの国立チュルリョーニス美術館には彼の作品が多く展示されている。

### 建築

#### 住居
かつてリトアニア人は農民層に多かったが、現在では多くが都市に進出しており、大半がアパートで暮らしている。国民の59%がアパートに住んでおり、次いで32%が一戸建て住宅、9%が半一戸建て住宅に住む。

### 世界遺産
リトアニア国内には、ユネスコの世界遺産リストに登録された文化遺産が4件存在する。

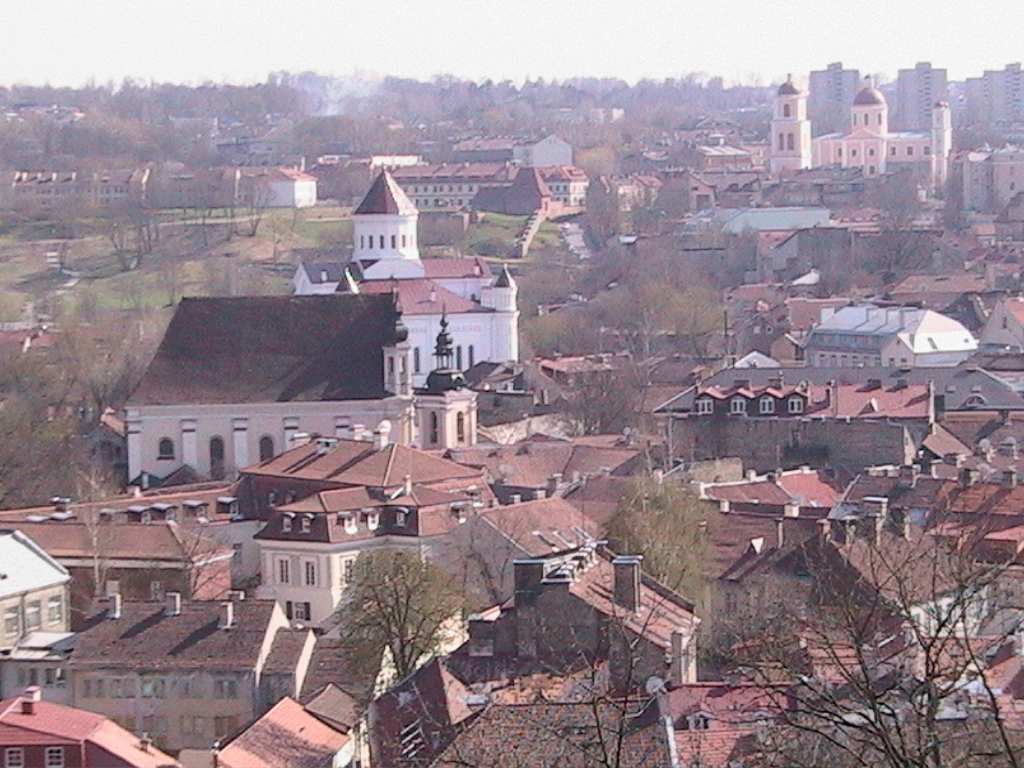
ヴィリニュス歴史地区（1994年、文化遺産）
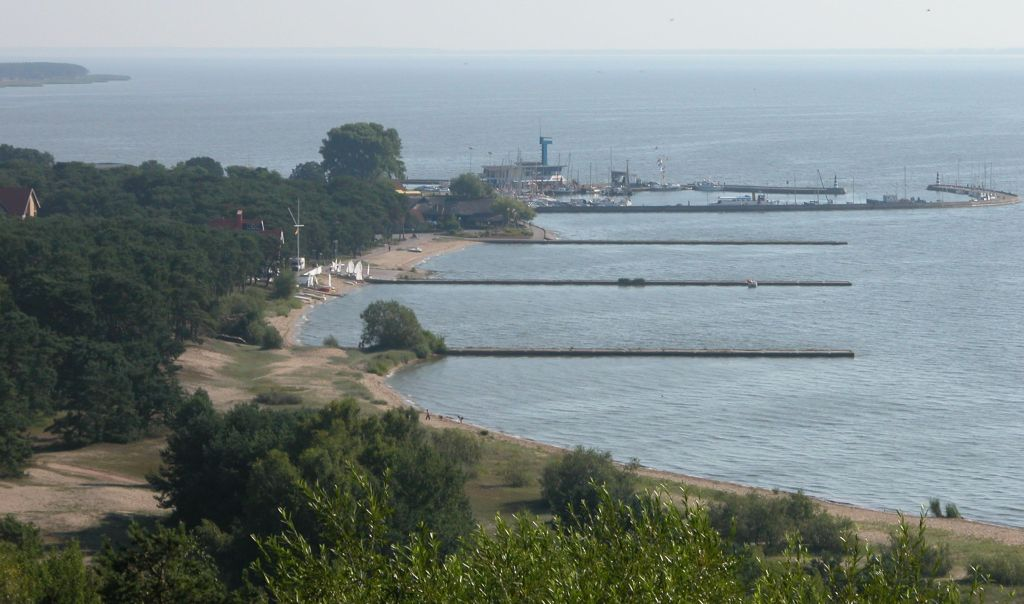
クルシュー砂州（2000年、文化遺産）
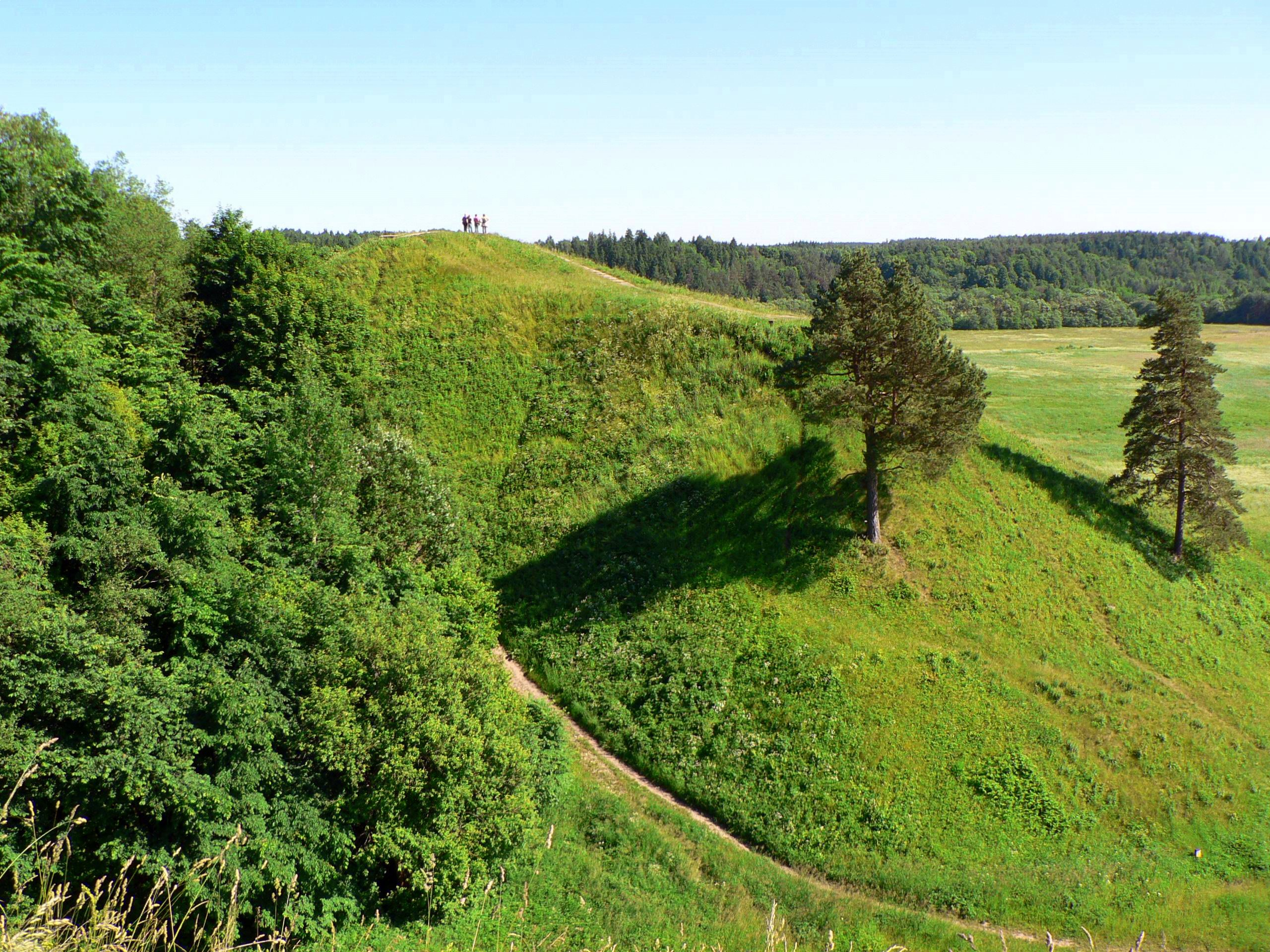
ケルナヴェの考古遺跡（ケルナヴェ文化保護区）（2004年、文化遺産）
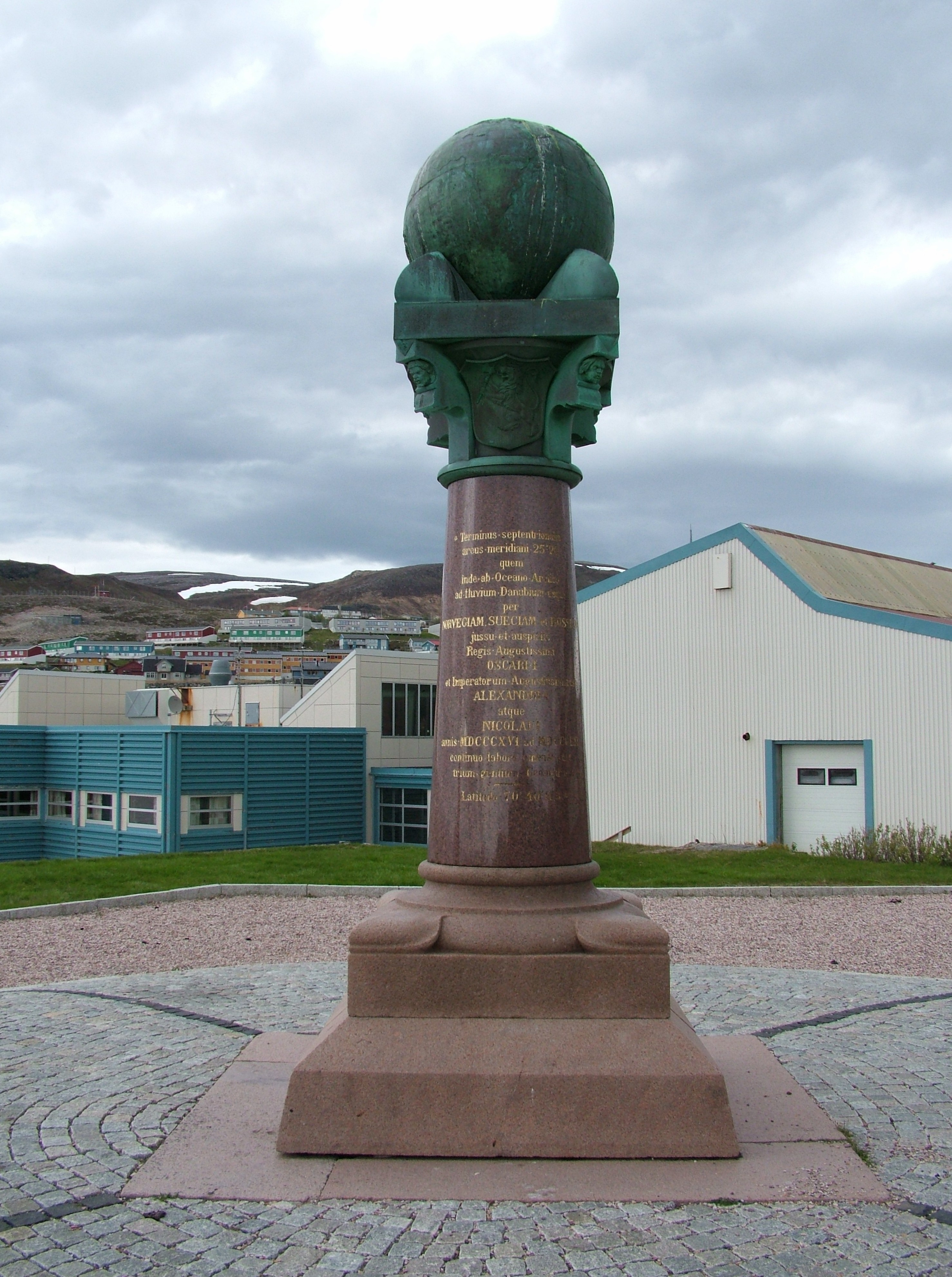
シュトルーヴェの測地弧（2005年、文化遺産）

### 祝祭日
| 日付          | 日本語表記                 | 現地語表記                               | 備考                                                             |
| ------------- | -------------------------- | ---------------------------------------- | ---------------------------------------------------------------- |
| 1月1日        | 元日                       | Naujieji metai                           |                                                                  |
| 2月16日       | リトアニア国家回復記念日   | Lietuvos valstybės atkūrimo diena        | ロシア帝国からの独立記念日（1918年）                             |
| 3月11日       | リトアニア独立回復記念日   | Lietuvos nepriklausomybės atkūrimo diena | ソ連からの主権国家宣言日（1990年）                               |
| （移動祝日）  | 復活祭（イースター）       | Velykos                                  | 3月22日から4月25日の間のいずれかの日曜日、およびその翌日の月曜日 |
| 5月1日        | 国際労働者の日（メーデー） | Tarptautinė darbininkų diena             |                                                                  |
| 5月第1日曜日  | 母の日                     | Motinos diena                            |                                                                  |
| 6月第1日曜日  | 父の日                     | Tėvo diena                               | 2009年1月1日より施行                                             |
| 6月24日       | 夏至祭（洗礼者ヨハネ祭）   | Rasos (Joninės)                          |                                                                  |
| 7月6日        | 建国記念日                 | Karaliaus Mindaugo karūnavimo diena      | 初代リトアニア王ミンダウガス戴冠の日                             |
| 8月15日       | 聖母被昇天祭               | Žolinė                                   |                                                                  |
| 11月1日       | 諸聖人の日                 | Visų Šventųjų diena                      |                                                                  |
| 12月25日-26日 | クリスマス                 | Kalėdos                                  |                                                                  |

### スポーツ
バスケットボール
リトアニアで最も盛んなスポーツはバスケットボールである。国内にはプロ・リーグのリトアニア・バスケットボール・リーグ (LKL) があり、その下位に全国バスケットボール・リーグ (NKL) 、さらにその下位に地方バスケットボール・リーグ (RKL) がある。LKL所属クラブにはヨーロッパ規模のリーグに参加するところも多く、例えばBCジャルギリスはヨーロッパ最高峰リーグのユーロリーグに参加、BCリータスはバスケットボール・チャンピオンズリーグ (BCL) に参加している。
ナショナル・チームは、五輪においてはバルセロナ（1992年）、アトランタ（1996年）、シドニー（2000年）と3大会連続で銅メダルを獲得、2010年バスケットボール世界選手権でも銅メダルを獲得、バスケットボール欧州選手権（ユーロバスケット）では3度優勝を果たすなど、数多くの世界大会で実績を残している。FIBAランキングでもリトアニアは2022年現在で男子世界9位となっており、17歳以下の部門では世界2位となっている。
NBAプレーヤーも多く輩出しており、アルヴィーダス・サボニス、シャルーナス・マルチュリョニス、リナス・クレイザ、シャルーナス・ヤシケヴィチュス、ジードルーナス・イルガウスカス、ダリュス・ソンガイラ、ドナタス・モティエユーナス、ミンダウガス・クズミンスカスらが、NBAやヨーロッパのリーグで活躍した。現在でもヨナス・ヴァランチューナス、ドマンタス・サボニス、イグナス・ブラズデイキスらがNBAでプレイしている。日本ではBリーグのアルバルク東京のヘッドコーチを元リトアニア代表ダイニュス・アドマイティスが務め、選手としてはアルトゥーラス・グダイティスが所属し、下部リーグであるB3リーグの岐阜スゥープスにてマタス・ユツィカスがプレーしている。
サッカー
リトアニア国内ではサッカーも人気のスポーツとなっている。1991年にプロサッカーリーグの「Aリーガ」が創設され、日本のJリーグ同様に春秋制を採用している。主なクラブとしては、FKジャルギリスが4連覇を含むリーグ最多10度の優勝を達成している。さらに2021年にはFKスードゥヴァ・マリヤンポレに、元サッカー日本代表の本田圭佑が在籍したことでも知られる。Aリーガの下位には、Iリーガ、IIリーガ、IIIリーガ、日曜日フットボール・リーグ (SFL) が置かれている。
1922年に設立されたリトアニアサッカー連盟 (LFF) によって構成されているサッカーリトアニア代表は、これまでFIFAワールドカップおよびUEFA欧州選手権の本大会への出場歴はない。
その他の競技
アイスホッケーも人気で、ディフェンスのダリュス・カスパライティスや、右ウィングのダイニュス・ズブルスなどの選手がNHLで活躍している。パワーリフティング選手のジードルーナス・サヴィツカスも知られる。サヴィツカスは世界でも有数の選手で「世界でもっとも強い男」にノミネートされたこともあった。
世界でもトップクラスの円盤投げ選手であるウィルギリユス・アレクナも知られている。アレクナは五輪記録を有しており、シドニー五輪とアテネ五輪で金メダルを獲得した。さらにテニス選手のリチャルダス・ベランキスも、男子プロテニス協会（ATP）ランキングで2010年時点で世界119位であり、同国の選手としては最高位である。
UFCの女子ストロー級王者であるローズ・ナマユナスは、両親がリトアニア人である。自転車競技選手のイグナタス・コノヴァロヴァスや、総合格闘家のマリウス・ザロムスキスも国内では有名である。パラリンピックにおいてもゴールボールの強豪として知られ、2016年リオデジャネイロパラリンピックでは金メダルを獲得している。
モータースポーツはラリー系の競技が盛んで、特にダカール・ラリーに代表されるラリーレイドの活躍が知られる。2002年にギンタス・ペトルスが初めてエントリーして以来多くのリトアニア人たちが参戦した。「ブラックホーク」の愛称で知られる、ベネディクタス・ヴァナガス率いるTOYOTA GAZOO Racing Balticsの漆黒のトヨタ・ハイラックスや、2021年ダカールでリトアニア人初のステージ勝利を飾ったヴァイドタス・ザラ、2022年W2RC（世界ラリーレイド選手権）のグループT4クラスでチャンピオンとなったロカス・バチュスカたちの活躍で国際的にも知られるようになった。2023年は実に7台がリトアニア人のマシンとしてエントリーした。